# Лауреаты Сталинской премии в области науки (1946—1952)
Лауреаты Сталинской премии в области науки

## Список лауреатов

### 1946

#### Премии за 1943—1944 годы
Постановление СНК СССР «О присуждении Сталинских премий за выдающиеся работы в области науки за 1943—1944 годы» от 26 января 1946 года. // «Правда». 1946. 27 января.
а) ФИЗИКО-МАТЕМАТИЧЕСКИЕ НАУКИ
Первая степень — 200 000 рублей
1. Вавилов, Сергей Иванович, Президент АН СССР, директор, Тамм, Игорь Евгеньевич, ч.-к. АН СССР, Франк, Илья Михайлович, Черенков, Павел Алексеевич, н. с. ФИАН имени П. Н. Лебедева, — за открытие и исследование излучения электронов при движении их в веществе со сверхсветовой скоростью, результаты которых обобщены и опубликованы в «Трудах ФИАН имени П. Н. Лебедева» (1944)
2. Лаврентьев, Михаил Алексеевич, вице-президент АН УССР, — за разработку вариационно-геометрического метода решения нелинейных задач в теории дифференциальных уравнений с частными производными, имеющего важное значение для гидромеханики и аэромеханики, изложенного в статьях: «О некоторых свойствах однолистных функций с приложениями к теории струй», «К теории квази-конформных отображений», «О некоторых приближённых формулах в задаче Дирихле», «К теории длинных волн» (1938—1943)
3. Петровский, Иван Георгиевич, ч.-к. АН СССР, профессор МГУ имени М. В. Ломоносова, — за фундаментальные исследования в области теории дифференциальных уравнений с частными производными, завершающиеся статьями: «О зависимости решения задачи Коши от начальных данных», «О диффузии волн в лакунах для систем гиперболических уравнений» (1943—1944)
4. Фок, Владимир Александрович, академик, профессор ЛГУ, — за научные исследования по теории распространения радиоволн, завершающиеся работой «Дифракция радиоволн вокруг земной поверхности» (1944)

Вторая степень — 100 000 рублей
1. Амбарцумян, Виктор Амазаспович, вице-президент АН Армянской ССР, профессор ЛГУ, — за создание новой теории рассеяния света в мутных средах, изложенной в работах: «Новый способ расчёта рассеяния света в мутной среде», «О рассеянии света атмосферами планет», «К вопросу о диффузном отражении света мутной средой» (1942—1944)
2. Гросс, Евгений Фёдорович, профессор ЛГУ, зав. лабораторией ЛФТИ АН СССР, — за научные исследования рассеяния света и микроструктуры жидкостей и кристаллов, изложенное в серии статей: «Поперечные тепловые волны Дебая и рассеяние света в кристаллах», «Рассеяние света и релаксационные явления в жидкостях», «Тепловое движение в жидкостях и рассеяние света», «Об инфракрасных колебаниях некоторых органических кристаллов в области волн длиной около 1 миллиметра» (1940—1943)
3. Ландау, Лев Давидович, д. ф.-м. н., зав. отделом теоретической физики ИФПАН, — за научные исследования по фазовым превращениям, завершающиеся работами: «К теории промежуточного состояния сверхпроводников» (1943) и «К гидродинамике гелия II» (1944)
4. Люстерник, Лазарь Аронович, профессор МГУ имени М. В. Ломоносова, — за разработку новых топологических методов исследования в математическом анализе, изложенных в статьях: «Топологическая структура одного функционального пространства», «Новое доказательство теоремы о трёх геодезических», «О семействах дуг с общими концами на сфере», «О числе решений вариационной задачи» (1943)
5. Петржак, Константин Антонович, ст. н. с. РИАН, Флёров, Георгий Николаевич, ст. н. с. АН СССР, — за открытие явления самопроизвольного распада урана

б) ТЕХНИЧЕСКИЕ НАУКИ
Первая степень — 200 000 рублей
1. Асеев, Николай Пудович, Белоглазов, Константин Фёдорович, Грейвер, Наум Соломонович, профессора ЛГИ, — за разработку методов извлечения из сульфидных медно-никелевых руд цветных и благородных металлов, изложенных в научном труде «Получение никеля, меди, кобальта и платиноидов из сульфидных медно-никелевых руд Советского Союза» (1943)
2. Векшинский, Сергей Аркадьевич, нач. лаборатории завода № 632, — за научную работу «Новый метод металлографического исследования сплавов» (1944)
3. Папкович, Пётр Фёдорович, инженер-контр-адмирал, ч.-к. АН СССР, — за научный труд «Строительная механика корабля»

Вторая степень — 100 000 рублей
1. Дородницын, Анатолий Алексеевич, Лойцянский, Лев Герасимович, профессора ЦАГИ имени Н. Е. Жуковского, — за научные исследования в области аэродинамики самолёта при больших скоростях полёта, результаты которых изложены в статьях: «Пограничный слой в сжимаемом газе», «Приближённый метод расчёта ламинарного пограничного слоя на крыле», «Ламинарный пограничный слой на теле вращения», «Расчёт коэффициентов сопротивления крыловых профилей с учётом сжимаемости воздуха», «Пограничный слой крылового профиля при больших скоростях» (1942—1944)
2. Полубаринова-Кочина, Пелагея Яковлевна, профессор ИМАН, — за научные исследования в области гидродинамики грунтовых вод, результаты которых изложены в монографии «Некоторые задачи плоского движения грунтовых вод» (1943)

 в) ХИМИЧЕСКИЕ НАУКИ
Первая степень — 200 000 рублей
1. Родионов, Владимир Михайлович, академик, профессор МХТИ имени Д. И. Менделеева, — за научные исследования в области органической химии, результаты которых изложены в статьях: «Синтез β-аминокислот», «Взаимодействие между диалкиланилинами и арилдикарбоновыми кислотами», «Арилированные производные изохинолина» и «Синтез диметоксилированных хиназолонов» (1943)
2. Теренин, Александр Николаевич, академик, нач. лаборатории ГОИ, — за научную работу «Фотохимические процессы в ароматических соединениях» (1943)
3. Хлопин, Виталий Григорьевич, академик, директор РИАН, — за научные исследования в области химии радиоактивных веществ, результаты которых изложены в статьях: «Радиоактивные методы определения абсолютной поверхности кристаллических суспензий», «Адсорбция радия на сернокислом свинце», «Превращение элементов и периодический закон» (1939—1944)

Вторая степень — 100 000 рублей
1. Баландин, Алексей Александрович, ч.-к. АН СССР, профессор МГУ имени М. В. Ломоносова, — за научные исследования в области органического катализа, результаты которых изложены в статьях: «Об образовании олефинов из высших парафиновых углеводородов», «Каталитическая дегидрогенизация n-цимола», «Метод дифференциальной термопары в гетерогенном катализе» (1943—1944)
2. Бродский, Александр Ильич, д. ч. АН УССР, профессор МИС имени И. В. Сталина, — за исследования в области химии изотопов, результаты которых изложены в статьях: «Применение изотопного метода к изучению механизмов химических реакций», «Теория тонкого фракционирования и разделения смесей термодиффузией» (1940—1943)
3. Кондратьев, Виктор Николаевич, ч.-к. АН СССР, зав. лабораторией ИХФАН, — за научную работу «Спектроскопическое изучение химических газовых реакций» (1944)
4. Медведев, Сергей Сергеевич, ч.-к. АН СССР, профессор ФХИ имени Л. Я. Карпова, — за научные исследования в области кинетики полимеризации органических веществ, результаты которых изложены в статьях: «Кинетика полимеризации винилацетатов в присутствии бензоила в бензольном растворе», «Полимеризация хлоропрена», «О кинетике полимеризации бутадиена в присутствии метаболитов натрия», «Свободные радикалы в процессах полимеризации» (1939—1944)

 г) ГЕОЛОГО-ГЕОГРАФИЧЕСКИЕ НАУКИ
Первая степень — 200 000 рублей
1. Заварицкий, Александр Николаевич, академик, директор лаборатории вулканологии АН СССР, — за научный труд «Введение в петрохимию» (1944)
2. Кассин, Николай Григорьевич, д. г.-м. н., старший геолог ВНИГИ, — за геологические исследования территории Казахстана, обобщённые и опубликованные в научном труде «Восточный Казахстан» («Геология СССР», том XX) и в сводной структурно-тектонической карте Казахстана
3. Яворский, Василий Иванович, профессор ВНИГИ, — за геологические исследования Кузбасса, обобщённые и опубликованные в научном труде «Кузнецкий бассейн» («Геология СССР», том XVI)

Вторая степень — 100 000 рублей
1. Кротов, Борис Петрович, профессор, Калганов, Михаил Иванович, Яницкий, Александр Леонидович, н. с. ИГНАН, — за геологические исследования месторождений хромо-никелевых железных руд на Южном Урале, обобщённые в научном труде «Халиловские месторождения комплексных железных руд» (1942)
2. Соколовский, Даниил Львович, профессор ГГИ ГУ гидро-метеорологической службы РККА, — за научный труд «Водные ресурсы рек промышленного Урала и методика их расчёта» (1943)

 д) БИОЛОГИЧЕСКИЕ НАУКИ
Первая степень — 200 000 рублей
1. Быков, Константин Михайлович, д. ч. АМН СССР, генерал-майор медицинской службы, — за научные исследования в области физиологии головного мозга, обобщённые в научном труде «Кора головного мозга и внутренние органы» (1942)

Вторая степень — 100 000 рублей
1. Беклемишев, Владимир Николаевич, профессор ИМПП АМН СССР, — за научный труд «Основы сравнительной анатомии беспозвоночных» (1944)
2. Завадовский, Михаил Михайлович, д. ч. ВАСХНИЛ, профессор МГУ имени М. В. Ломоносова, — за научную разработку и внедрение в практику гормонального метода стимуляции многоплодия овец, изложенного в работе «Многоплодие с/х животных» (1943)
3. Рыжков, Виталий Леонидович, профессор ИМАН, — за научный труд «Основы учения о вирусных болезнях растений» (1944)

 е) СЕЛЬСКОХОЗЯЙСТВЕННЫЕ НАУКИ
Вторая степень — 100 000 рублей
1. Водков, Аркадий Петрович, зам. нач. Главного сортового управления НКЗ СССР, Крылов, Александр Васильевич, директор, Зихерман, Хаим Яковлевич, научный руководитель, Байко, Василий Парамонович, Ключников, Юрий Вениаминович, научные сотрудники Каменно-Степной государственной селекционной станции, — за научную разработку и внедрение в практику сельского хозяйства травопольной системы земледелия в условиях степных полузасушливых районов Юго-Восточной зоны и выведение новых ценных сортов зерновых культур
2. Муромцев, Сергей Николаевич, профессор, руководитель лаборатории ВАСХНИЛ, — за научную разработку новых методов культивирования микробов и изготовления из них прививочных препаратов, получивших широкое применение в борьбе с инфекционными заболеваниями с/х животных, изложенных в монографии «Полужидкие вакцины» (1944)
3. Нагорный, Марк Иванович, директор, Немлиенко, Владимир Куприянович, Карпович, Иван Власович, Литвинчук, Кузьма Афанасьевич, н. с. Нарымской государственной селекционной станции, — за выведение новых сортов зерновых и овощных культур и за научную разработку системы земледелия в условиях Северной таёжной зоны Сибири
4. Ушакова, Елизавета Ивановна, директор, Агапов, Степан Петрович, Попова, Елена Михайловна, Алпатьев, Александр Васильевич, н. с. Грибовской овощной селекционной станции, — за выведение новых ценных сортов овощных культур и достижения в производстве элитных семян овощных культур

 ж) МЕДИЦИНСКИЕ НАУКИ
Первая степень — 200 000 рублей
1. Войно-Ясенецкий Валентин Феликсович (архиепископ Лука), профессор, консультант-хирург эвакогоспиталей Тамбовского ООЗ, — за научную разработку новых хирургических методов лечения гнойных заболеваний и ранений, изложенных в научных трудах: «Очерки гнойной хирургии» (1943) и «Поздние резекции при инфицированных огнестрельных ранениях суставов» (1944)

Вторая степень — 100 000 рублей
1. Баяндуров, Борис Иванович, профессор ТГМИ имени В. М. Молотова, — за научные исследования о влиянии головного мозга на обмен веществ в организме, опубликованные в трудах Института (1944) и обобщённые в монографии «Трофическая функция головного мозга»
2. Рауэр, Александр Эдуардович, Михельсон, Николай Михайлович, профессора ЦИУВ, — за научные исследования в области восстановительной хирургии и разработку новых методов хирургических операций, получивших широкое применение в госпиталях, изложенные в научном труде «Пластические операции на лице» (1943)
3. Тареев, Евгений Михайлович, профессор ИММП АМН, — за научную работу «Клиника малярии» (1943)

 з) ИСТОРИКО-ФИЛОЛОГИЧЕСКИЕ НАУКИ
Первая степень — 200 000 рублей
1. Малхасян, Степан Саркисович, д. ч. АН Армянской ССР, — за капитальный труд «Толковый словарь армянского языка» (1944)

Вторая степень — 100 000 рублей
1. Пиотровский, Борис Борисович, профессор Института истории АН Армянской ССР, — за научный труд «История и культура Урарту» (1944)

#### Премии за 1945 год
Постановление СНК СССР «О присуждении Сталинских премий за выдающиеся работы в области науки за 1943—1944 годы» от 26 июня 1946 года. // «Правда». 1946. 27 июня.
 а) ФИЗИКО-МАТЕМАТИЧЕСКИЕ НАУКИ
Первая степень — 200 000 рублей
1. Обреимов, Иван Васильевич, ч.-к. АН СССР, зав. лабораторией ИОХАН, — за научные исследования в области оптики и кристаллофизики, завершившиеся научным трудом «О причинах френелевой дифракции для физических и технических измерений» (1946)

Вторая степень — 100 000 рублей
1. Вул, Бенцион Моисеевич, ч.-к. АН СССР, зав. лабораторией ФИАН имени П. Н. Лебедева, — за открытие и исследование сверхвысокой диэлектрической проницаемости титанита бария, результаты которых изложены в статьях «Диэлектрическая проницаемость титанитов металлов II группы», «Зависимость диэлектрической проницаемости титанита бария от давления», «Диэлектрическая проницаемость в зависимости от напряжённости в переменном поле», «Диэлектрическая проницаемость титанита бария при низких температурах» (1945)
2. Жданов Александр Павлович, д. ф.-м. н., зав. лабораторией РИАН, — за открытие новых видов расщепления атомных ядер, вызываемых космическими лучами, изложенное в статье «Аномальное расщепление ядер брома и серебра космическими лучами» (1945)
3. Мальцев, Анатолий Иванович, д. ф.-м. н., ст. н. с. МИАН имени В. А. Стеклова, — за алгебраические исследования в области теории группы, результаты которых изложены в статьях: «О полупростых подгруппах группы Ли», «Коммутативные подалгебры полупрямой алгебры Ли», «О разрешимых алгебрах Ли», «К теории групп Ли в целом» (1944—1945)
4. Молоденский, Михаил Сергеевич, ст. н. с. ЦНИИГАиК, — за научный труд «Основные вопросы геодезической гравиметрии» (1945)

 б) ТЕХНИЧЕСКИЕ НАУКИ
Вторая степень — 100 000 рублей
1. Акимов, Георгий Владимирович, ч.-к. АН СССР, зав. отделом ИФХАН, — за исследования в области коррозии металлов, результаты которых обобщены в научном труде «Теория и методы исследования коррозии металлов» (1945)
2. Келдыш, Мстислав Всеволодович, ч.-к. АН СССР, н. с. ЦАГИ имени Н. Е. Жуковского, — за научные исследования в области теории и методов расчёта автоколебаний самолётных конструкций, результаты которых изложены в монографии «Шимми переднего колеса трёхколёсного шасси» (1945)
3. Христианович, Сергей Алексеевич, академик, Гальперин, Владимир Григорьевич, Горский, Иван Павлович, Ковалёв, Алексей Петрович, н. с. ЦАГИ имени Н. Е. Жуковского, — за экспериментальные исследования по аэродинамике больших скоростей (1945)

 в) ХИМИЧЕСКИЕ НАУКИ
Первая степень — 200 000 рублей
1. Назаров, Иван Николаевич, профессор, зав. лабораторией ИОХАН, — за научные исследования в области химии ацетилена и его производных, результаты которых изложены в серии статей «Производные ацетилена» и в статье «Химия винилэтинилкарбинолов» (1943—1945)

Вторая степень — 100 000 рублей
1. Гринберг, Александр Абрамович, ч.-к. АН СССР, профессор ЛХТИАН имени Ленсовета, — за научные исследования в области химии комплексных соединений, обобщённые в монографии «Введение в химию комплексных соединений» (1945)
2. Юрьев, Юрий Константинович, профессор МГУ имени М. В. Ломоносова, — за научные исследования в области органической химии, результаты которых опубликованы в монографии «Превращение кислородсодержащих гетероциклов в циклы с иными гетероатомами и в углеводы» (1945)

 г) ГЕОЛОГО-ГЕОГРАФИЧЕСКИЕ НАУКИ
Вторая степень — 100 000 рублей
1. Визе, Владимир Юльевич, ч.-к. АН СССР, профессор Арктического НИИ ГСМП, — за исследования ледового режима Арктики, завершённые научным трудом «Основы долгосрочных ледовых прогнозов для арктических морей» (1944)
2. Дзердзеевский, Борис Львович, д. ф.-м. н., зав. лабораторией ИТГАН, Фёдоров, Евгений Константинович, ч.-к. АН СССР), — за исследования в области метеорологии, результаты которых изложены во II томе трудов дрейфующей станции «Северный полюс» (1945)
3. Коржинский, Дмитрий Сергеевич, ч.-к. АН СССР, ст. н. с. ИГНАН, — за исследования в области минералогии, результаты которых изложены в монографии «Закономерности ассоциации минералов в породах архея Восточной Сибири» (1945)
4. Шатский, Николай Сергеевич, ч.-к. АН СССР, зав. отделом ИГНАН, — за научную работу «Очерки тектоники Волго-Уральской нефтеносной области и смежной части западного склона Южного Урала» (1945)

 д) БИОЛОГИЧЕСКИЕ НАУКИ
Первая степень — 200 000 рублей
1. Петрова, Мария Капитоновна, д. м. н., зав. лабораторией ФИАН имени И. П. Павлова, — за научные исследования в области высшей нервной деятельности, результаты которых обобщены в сборнике «Труды физиологической лаборатории имени И. П. Павлова», т. XII (1945)

Вторая степень — 100 000 рублей
1. Криштофович, Африкан Николаевич, д. ч. АН УССР, профессор ЛГУ, — за научный труд «Палеоботаника» (1945)

 е) СЕЛЬСКОХОЗЯЙСТВЕННЫЕ НАУКИ
Вторая степень — 100 000 рублей
1. Эдельштейн, Виталий Иванович, д. с.-х. н., профессор МСХА имени К. А. Тимирязева, — за разработку научных основ выращивания овощных культур, обобщённых в научном труде «Овощеводство» (1944)

 ж) МЕДИЦИНСКИЕ НАУКИ
Первая степень — 200 000 рублей
1. Жданов Димитрий Аркадьевич, ч.-к. АМН СССР, профессор ТГМИ имени В. М. Молотова, — за научный труд «Хирургическая анатомия грудного протока и главных лимфатических коллекторов и узлов туловища» (1945)
2. Поленов Андрей Львович, д. ч. АМН СССР, директор, Бондарчук, Антон Васильевич, д. м. н., зав. клиническим отделением ЛИНХИ, — за научные исследования в области нейрохирургии и разработку оригинальных хирургических операций, результаты которых обобщены в научном труде «Атлас операции на головном и спином мозге» (1945)

Вторая степень — 100 000 рублей
1. Зильбер, Лев Александрович, д. ч. АМН СССР, зав. лабораторией ЦИЭМ

 з) ЭКОНОМИЧЕСКИЕ НАУКИ
Вторая степень — 100 000 рублей
1. Немчинов, Василий Сергеевич, д. ч. АН БССР, профессор МСХА имени К. А. Тимирязева, — за научный труд «Сельскохозяйственная статистика» (1945)

и) ИСТОРИКО-ФИЛОЛОГИЧЕСКИЕ НАУКИ
Первая степень — 200 000 рублей
1. Мещанинов, Иван Иванович, академик, — за научный труд «Члены предложения и части речи» (1945)
2. Потёмкин, Владимир Петрович (посмертно), академик, Минц, Исаак Израилевич, ч.-к. АН СССР, Панкратова, Анна Михайловна, ч.-к. АН СССР, Тарле, Евгений Викторович, академик, Хвостов, Владимир Михайлович, профессор МГУ имени М. В. Ломоносова, — за научный труд «История дипломатии» тт. II—III (1945)

 к) ФИЛОСОФСКИЕ НАУКИ
Вторая степень — 100 000 рублей
1. Александров, Георгий Фёдорович, профессор, — за научный труд «История западноевропейской философии» (1945)

### 1947
Постановление СМ СССР «О присуждении Сталинских премий за выдающиеся работы в области науки за 1946 год» от 6 июня 1947 года. // «Правда». 1947. 7 июня.
 а) ФИЗИКО-МАТЕМАТИЧЕСКИЕ НАУКИ
Первая степень — 200 000 рублей
1. Боголюбов, Николай Николаевич, ч.-к. АН СССР, профессор Института механики АН УССР, — за научные работы в области статистической физики: «О некоторых статистических методах в области статистической физики» (1945, 1946).
2. Френкель, Яков Ильич, ч.-к. АН СССР, заведующий лабораторией ЛФТИАН, — за научные исследования по теории жидкого состояния, обобщённые в монографии «Кинетическая теория жидкостей» (1945)

Вторая степень — 100 000 рублей
1. Линник Юрий Владимирович, профессор ЛГУ, — за научные исследования по теории простых чисел, результаты которых изложены в статьях: «Об одной теореме в теории простых чисел», «О густоте L-рядов», «Идея плотности нулей в теории L-рядов», «Новые доказательства теоремы Гольдбаха-Виноградова „О характерах простых чисел“» (1945, 1946)
2. Пешков, Василий Петрович, ст. н. с. ИФПАН, — за экспериментальное доказательство существования второго звука в гелии-II", изложенное в статье «Определение второго звука в гелии-II» (1946)
3. Шубников, Алексей Васильевич, ч.-к. АН СССР, директор ИКАН, — за открытие и исследование нового вида пьезоэлектриков, результаты которых изложены в монографии «Пьезоэлектрические текстуры» (1946)

 б) ТЕХНИЧЕСКИЕ НАУКИ
Первая степень — 200 000 рублей
1. Павлов, Михаил Александрович, академик, — за научный труд «Металлургия чугуна», том II (1945) и том III (1947)

Вторая степень — 100 000 рублей
1. Качалов, Николай Николаевич, ч.-к. АН СССР, профессор ЛХТИАН имени Ленсовета, — за теоретические и экспериментальные исследования процессов шлифовки и полировки стекла, обобщённые в монографии «Основы процессов шлифовки и полировки стекла» (1946)
2. Мусхелишвили, Николай Иванович, академик, президент АН Грузинской ССР, — за научный труд «Сингулярные интегральные уравнения» (1946)
3. Фридман, Яков Борисович, профессор ВИАМ, — за научные труды «Деформация и разрушение металлов при статистических и ударных нагрузках» и «Механические свойства металлов» (1946)
4. Целиков, Александр Иванович, профессор ЦНИИТМ, — за научные труды «Прокатные станы», «Механизмы прокатных станов» (1946)

 в) ХИМИЧЕСКИЕ НАУКИ
Первая степень — 200 000 рублей
1. Арбузов, Александр Ерминингельдович, академик, профессор КХТИ имени С. М. Кирова, — за широко известные исследования в области ФОС, завершающие работами: «О реакции галопроизводных трифенилметана с серебряными солями диалкилфосфористых кислот», «Действие хлор- и броммалонового эфира на соли диэтилфосфористой кислоты», «O получении бета- фосфон-пропионовой кислоты», «Исследование строения диалкилфосфористых кислот методом комбинационного рассеяния света» (1946)

Вторая степень — 100 000 рублей
1. Зимаков, Павел Владимирович, д. х. н., зав. лабораторией НИИ-42, — за научные исследования в области химии окиси этилена и его производных, частично изложенные в монографии «Окись этилена» (1946)
2. Меньшиков, Георгий Петрович, д. х. н., зав. лабораторией ВНИХФИ, — за научные исследования в области химии алкалоидов, завершающиеся работами: «Исследования алкалоидов какалия хастата» и «Исследование алкалоидов трахелантус королкови» (1945)
3. Петров Александр Дмитриевич, ч.-к. АН СССР, зав. лабораторией ИОХАН, — за научные исследования в области синтеза углеводородов моторных топлив, завершающиеся работами: «О каталитической гидродимеризации ацетилена под атмосферным давлением», «О зависимости антидетоционных свойств и температур застывания углеводородов дизельных топлив от их структуры» (1946)

 г) ГЕОЛОГО-ГЕОГРАФИЧЕСКИЕ НАУКИ
Вторая степень — 100 000 рублей
1. Бетехтин, Анатолий Георгиевич, ч.-к. АН СССР, профессор ИГНАН, — за геологические исследования марганцевых месторождений СССР, обобщённые в монографии «Промышленные марганцевые руды СССР» (1946)
2. Григорьев, Андрей Александрович, академик, директор ИГАН, — за научный труд «Субарктика» (1946)
3. Сауков, Александр Александрович, д. г. н., ст. н. с. ИГНАН, — за научный труд «Геохимия ртути» (1946)

 д) БИОЛОГИЧЕСКИЕ НАУКИ
Первая степень — 200 000 рублей
1. Хлопин, Николай Григорьевич, д. ч. АМН СССР, профессор ВМА имени С. М. Кирова, — за научный труд «Общие биологические и экспериментальные основы гистологии» (1946)

Вторая степень — 100 000 рублей
1. Дунин, Михаил Семёнович, профессор МСХА имени К. А. Тимирязева, — за научные исследования в области борьбы с заболеваниями с/х растений, обобщённые в монографии «Иммуногенез и его практическое использование» (1946)
2. Коштоянц, Хачатур Седракович, д. ч. АН Армянской ССР, — за научный труд «Очерки по истории физиологии в России» (1946)

 е) СЕЛЬСКОХОЗЯЙСТВЕННЫЕ НАУКИ
Вторая степень — 100 000 рублей
1. Рубин, Борис Анисимович, профессор ИБХАН имени А. Н. Баха, — за разработку теоретических основ и технических приёмов хранения сахарной свёклы, обобщённых в монографии Х«ранение сахарной свёклы» (1946)

 ж) МЕДИЦИНСКИЕ НАУКИ
Первая степень — 200 000 рублей
1. Разенков, Иван Петрович, д. ч. АМН СССР, профессор 1-го ММИ, — за работы в области пищеварения и питания, обобщённые в научных трудах «Качество питания и функции организма» (1945) и «Пищеварение на высотах» (1946)

Вторая степень — 100 000 рублей
1. Аринкин, Михаил Иннокентьевич, д. ч. АМН СССР, профессор ВМА имени С. М. Кирова, — за научный труд «Ретикуло-эндотелиальная система при заболеваниях крови и кроветворных органов» (1946)

 з) ЮРИДИЧЕСКИЕ НАУКИ
Первая степень — 200 000 рублей
1. Вышинский, Андрей Януарьевич, академик, — за научный труд «Теория судебных доказательств в советском праве» (1946)

Вторая степень — 100 000 рублей
1. Гернет, Михаил Николаевич, профессор ВИЮН, — за научный труд «История царской тюрьмы» (т. I, 1941; т. II, 1946)

 и) ИСТОРИКО-ФИЛОЛОГИЧЕСКИЕ НАУКИ
Первая степень — 200 000 рублей
1. Обнорский, Сергей Петрович, академик, директор ИРЯАН, — за научный труд «Очерки по истории русского литературного языка старшего периода»

Вторая степень — 100 000 рублей
1. Бердзенишвили, Николай Александрович, д. ч. АН Грузинской ССР, Джавахишвили, Иван Александрович, академик (посмертно), Джанашиа, Симон Николаевич, академик, вице-президент АН Грузинской ССР, — за научную работу «История Грузии с древнейших времён до начала XIX века» (1946)
2. Дружинин, Николай Михайлович, ч.-к. АН СССР, — за научный труд «Государственные крестьяне и реформа П. Д. Киселёва», т. I (1946)

### 1948
Постановление СМ СССР «О присуждении Сталинских премий за выдающиеся работы в области науки за 1947 год» от 29 мая 1948 года. // «Правда». 1948. 30 мая.
 А) ФИЗИКО-МАТЕМАТИЧЕСКИЕ НАУКИ
Первая степень — 200 000 рублей
1. Алиханов, Абрам Исаакович, академик, Алиханян, Артемий Исаакович, д. ч. АН Армянской ССР, директор ФИАН Армянской ССР, — за научные исследования в области космических лучей, результаты которых изложены в статьях: «Состав мягкой компоненты космических лучей на высоте З 250 м над уровнем моря», «О существовании частиц с массой, промежуточной между массой мезотрона и протона», «Спектр масс варитронов» (1947)
2. Чеботарёв, Николай Григорьевич (посмертно), ч.-к. АН СССР, — за фундаментальные исследования по теории алгебраических уравнений, изложенные в монографии «Проблемы резольвент» (1947)

Вторая степень — 100 000 рублей
1. Шальников, Александр Иосифович, ч.-к. АН СССР, зав. лабораторией ИФПАН, — за экспериментальные исследования сверхпроводимости, результаты которых изложены в статьях: «Структура сверхпроводников в промежуточном состоянии» и «Поверхностные явления у сверхпроводников в промежуточном состоянии» (1946—1947)
2. Смирнов Владимир Иванович, академик, профессор ЛГУ имени А. А. Жданова, — за научный труд «Курс высшей математики» в 5 томах (1947)
3. Голузин, Геннадий Михайлович, профессор ЛГУ имени А. А. Жданова, — за работы по теории функций комплексного переменного, изложенные в статьях: «Метод вариаций в конформном отображении», «О теоремах искажения и коэффициентах однолистных функций» (1946—1947)

 Б) ТЕХНИЧЕСКИЕ НАУКИ
Первая степень — 200 000 рублей
1. Ильюшин, Алексей Антонович, ч.-к АН СССР, профессор МГУ имени М. В. Ломоносова, — за научные исследования в области теории пластичности, результаты которых изложены в серии статей: «Устойчивость пластинок и оболочек за пределом упругости», «Упруго-пластическая устойчивость пластин», «Теория пластичности при простом погружении тел, материал которых обладает управлением» (1944—1947)

Вторая степень — 100 000 рублей
1. Авершин, Степан Гаврилович, профессор ЛГИ, — за научный труд «Сдвижение горных пород при подземных выработках» (1947)
2. Лехницкий, Сергей Георгиевич, профессор СГУ имени Н. Г. Чернышевского, — за научные исследования в области теории упругости, обобщённые в монографии «Анизотропные пластинки» (1947)
3. Нельсон-Скорняков, Фёдор Борисович, профессор МТИ, — за научные исследования в области гидродинамики грунтовых вод, имеющие важное практическое значение, обобщённые в монографии «Фильтрация в однородной среде» (1947)
4. Шаумян, Григор Арутюнович, профессор МВТУ имени Н. Э. Баумана, — за разработку теоретических основ конструирования станков-автоматов, изложенных в научном труде «Основы теории проектирования станков-автоматов» (1946)

 В) ХИМИЧЕСКИЕ НАУКИ
Первая степень — 200 000 рублей
1. Зелинский, Николай Дмитриевич, академик, Гаврилов Николай Иванович, профессора МГУ имени М. В. Ломоносова, — за многолетние исследования в области химии белка, результаты которых изложены в работе «Современное состояние вопроса о циклической природе связей аминокислот в молекуле белка» (1947)

Вторая степень — 100 000 рублей
1. Кочешков, Ксенофонт Александрович, ч.-к. АН СССР, профессор МГУ имени М. В. Ломоносова, — за научные исследования в области металлоорганических соединений, изложенные в монографии «Синтетические методы в области металлорганических соединений элементов 4-й группы» (1947)
2. Новосёлова, Александра Васильевна, профессор МГУ имени М. В. Ломоносова, — за научные исследования в области химии редких металлов (1947)
3. Кнунянц, Иван Людвигович, ч.-к. АН СССР, профессор ВАХЗ имени К. Е. Ворошилова, — за исследование в области органической химии, результаты которых опубликованы в серии статей «Методы введения фтора в органические соединения», «О взаимодействии алифатических соединений с фтористым водородом», «О реакциях органических окисей с фосфористым водородом» (1946—1947)
4. Куприц, Яков Николаевич, профессор МТИПП, — за разработку теоретических основ технологических процессов мукомольной промышленности, изложенных в монографии «Физико-химические основы размола зерна» (1946)
5. Терентьев, Александр Петрович, профессор МГУ имени М. В. Ломоносова, — за создание нового метода синтеза органических соединений, изложенного в работе «Сульфирование ацидофобных соединений» (1947)

 Г) ГЕОЛОГО-ГЕОГРАФИЧЕСКИЕ НАУКИ
Первая степень — 200 000 рублей
1. Батурин, Владимир Петрович (посмертно), профессор, д. г.-м. н., — за исследования в области петрографии осадочных пород, имеющие большое значение для поисков пластовых полезных ископаемых: нефти, угля и других, обобщённые в научном труде «Петрографический анализ геологического прошлого по терригенным компонентам» (1947)

Вторая степень — 100 000 рублей
1. Страхов, Николай Михайлович, ч.-к. АН СССР, зав. лабораторией ИГНАН, — за геологические исследования, имеющие большое значение для поисков железнорудных, марганцевых и бокситовых месторождений, изложенные в монографии «Железнорудные фации и их аналоги в истории Земли» (1947)
2. Ренгартен, Владимир Павлович, ч.-к. АН СССР, директор ЦНИГР музея, — за геологические исследования Кавказа, обобщённые в научном труде «Северный Кавказ» («Геология СССР», том IX; 1947)
3. Чернов, Василий Андреевич, д. г.-м. н., ст. н. с. ПИАН имени В. В. Докучаева, — за научный труд «О природе почвенной кислотности» (1947)

 Д) БИОЛОГИЧЕСКИЕ НАУКИ
Вторая степень — 100 000 рублей
1. Гроссгейм, Александр Альфонсович, академик, профессор АзГУ имени С. М. Кирова, — за научный труд «Растительные ресурсы Кавказа» (1946)
2. Бернштейн, Николай Александрович, ч.-к. АМН СССР, профессор ГЦИФК имени И. В. Сталина, — за многолетние работы по изучению физиологии движений человека в связи с трудовыми процессами и физической культурой, обобщённые в монографии «О построении движений» (1947)
3. Павлов Николай Васильевич, д. ч. АН Казахской ССР, — за научный труд «Растительное сырьё Казахстана» (1947)

 Е) СЕЛЬСКОХОЗЯЙСТВЕННЫЕ НАУКИ
Первая степень — 200 000 рублей
1. Лисицын, Пётр Иванович, д. ч. ВАСХНИЛ, — за разработку научных основ селекции клевера и агромероприятий по увеличению урожайности этой культуры, изложенных в монографии «Вопросы биологии красного клевера» (1947)

Вторая степень — 100 000 рублей
1. Смелов, Сергей Петрович, д. б. н., зав. лабораторией ВНИИК, — за научный труд «Биологические основы луговодства» (1947), имеющий большое значение для улучшения лугов и пастбищ и правильного их использования
2. Якушкин, Иван Вячеславович, д. ч. МСХА имени К. А. Тимирязева, — за работы по агротехнике с/х культур, обобщённые в труде «Растениеводство» (1947)

 Ж) МЕДИЦИНСКИЕ НАУКИ
Первая степень — 200 000 рублей
1. Тимофеевский, Александр Дмитриевич, д. ч. АМН СССР, профессор ИКФ имени А. А. Богомольца АН УССР, — за научные работы по изучению злокачественных опухолей, открывающие новые пути борьбы с ними, обобщённые в монографии «Эксплантация опухолей человека» (1947)

Вторая степень — 100 000 рублей
1. Чирковский, Василий Васильевич, д. ч. АМН СССР, профессор 1-го ЛМИ имени И. П. Павлова, — за многолетние исследования по изучению диагностики, профилактики и лечения трахомы, обобщённые в научном труде «Трахома» (1947)
2. Лимберг, Александр Александрович, ч.-к. АМН СССР, профессор ГИУВ имени С. М. Кирова, — за научные исследования в области восстановительной хирургии, результаты которых изложены в монографии «Математические основы местной пластики на поверхности человеческого тела» (1946)

 З) ЭКОНОМИЧЕСКИЕ НАУКИ
Первая степень — 200 000 рублей
1. Вознесенский, Николай Алексеевич, академик, — за научный труд «Военная экономика СССР в период Отечественной войны» (1947)

 И) ВОЕННЫЕ НАУКИ
Первая степень — 200 000 рублей
1. Гантмахер, Феликс Рувимович, профессор МГУ имени М. В. Ломоносова, Левин, Лев Михайлович, ст. н. с. ЦАГИ имени Н. Е. Жуковского, — за научные исследования в области внешней баллистики (1947)

Вторая степень — 100 000 рублей
1. Пугачёв, Владимир Семёнович, ч.-к. ААН, профессор ВВИА имени Н. Е. Жуковского, — за теоретические исследования в области баллистики (1947)

 К) ИСТОРИКО-ФИЛОЛОГИЧЕСКИЕ НАУКИ
Первая степень — 200 000 рублей
1. Греков, Борис Дмитриевич, академик, директор ИИАН, — за научный труд «Крестьяне на Руси с древнейших времён до XVI века» (1946)
2. Державин, Николай Севастьянович, академик, профессор ЛГУ имени А. А. Жданова, — за широко известные исследования по славяноведению и истории славян, завершившиеся работами: «Происхождение русского народа», «Славяне в древности», «Христо Ботев»

Вторая степень — 100 000 рублей
1. Вяткин, Михаил Порфирьевич, ст. н. с. Ленинградского отделения ИИАН, — за научный труд «Батыр Срым» (1947)
2. Смирин, Моисей Менделевич, ст. н. с. ИИАН, — за научный труд «Народная реформация Томаса Мюнцера и Великая крестьянская война» (1947)
3. Гусейнов, Гейдар Наджаф оглы, д. ч. АН Азербайджанской ССР, председатель Отделения Общественных наук АН АзССР, Мирбабаев, Юсуф Абас оглы, директор, Оруджев, Али Гейдар Абас оглы, зав. отделом словарей Института языков АН АзССР, — за работу «Полный русско-азербайджанский словарь» (1940—1946)
4. Данилевский, Виктор Васильевич, профессор ЛПИ имени М. И. Калинина, — за исследования в области истории русской техники, обобщённые в научном труде «Русская техника» (1947)
5. Бертельс, Евгений Эдуардович, ч.-к. АН СССР, ст. н. с. ИВАН, Ализаде, Абдулкерим Али оглы, директор Института истории АН АзССР, — за научно-критический текст «Шараф-наме» Низами Гянджеви (1947)

### 1949
Постановление СМ СССР «О присуждении Сталинских премий за выдающиеся работы в области науки и изобретательства за 1948 год» от 8 апреля 1949 года. // «Правда». 1949. 9 апреля.
 А. ФИЗИКО-МАТЕМАТИЧЕСКИЕ НАУКИ
Первая степень — 200 000 рублей
1. Вернов, Сергей Николаевич, профессор МГУ имени М. В. Ломоносова, зав. сектором ФИАН имени П. Н. Лебедева, — за экспериментальные исследования космических лучей в верхних слоях атмосферы, изложенные в статьях: «Исследование с помощью годоскопа ливней частиц, образованных в свинце космическими лучами в стратосфере», «Изучение ливней космических лучей, сопровождающих проникающие частицы», «Измерение толчков, создаваемых космическими лучами в стратосфере, с помощью ионизационной камеры», «Угловое распределение космических лучей в стратосфере», «Исследование мягкой и жёсткой компонент космических лучей в стратосфере» (1948)
2. Лаврентьев, Михаил Алексеевич, академик, — за теоретические исследования в области гидродинамики (1948)
3. Латышев, Георгий Дмитриевич, ч.-к. АН УССР, зав. лабораторией ЛФТИАН, — за экспериментальные исследования в области физики атомного ядра, изложенные в статьях: «Внутренняя конверсия гамма-излучения», «Тонкая структура гамма-линий», «Монохроматические позитроны внутренней конверсии», «О радиоактивности бериллия» (1948)

Вторая степень — 100 000 рублей
1. Гринберг, Георгий Абрамович, ч.-к. АН СССР, — за научные исследования по математической физике, имеющие большое значение для расчёта и конструирования электронных приборов, изложенные в монографии «Избранные вопросы математической теории электрических и магнитных явлений» (1948)
2. Канторович, Леонид Витальевич, профессор ЛГУ имени А. А. Жданова, — за работы по функциональному анализу, изложенные в статьях: «К общей теории приближённых методов анализа», «Функциональный анализ и прикладная математика», «О методе Ньютона для функциональных уравнений» (1947—1948)
3. Хвостиков, Иван Андреевич, профессор ВВИА имени Н. Е. Жуковского, н. с. ГФИАН, — за научные исследования в области атмосферной оптики (1948)

 Б. ТЕХНИЧЕСКИЕ НАУКИ
Первая степень — 200 000 рублей
1. Курдюмов, Георгий Вячеславович, ч.-к. АН СССР, д. ч. АН УССР, — за исследования в области металловедения, изложенные в работах: «Бездиффузионные (мартенситные) превращения в сплавах», «О природе бездиффузионных (мартенситных) превращений», «О кинетике превращения аустенита в мартенсит при низких температурах» (1948)
2. Петров, Георгий Иванович, н. с. ЦИАМ имени П. И. Баранова, — за научные исследования в области газовой динамики (1948)

Вторая степень — 100 000 рублей
1. Кириллов, Иван Иванович, Кантор, Соломон Абрамович, профессора ЛПИ имени М. И. Калинина, — за научный труд «Теория и конструкция паровых турбин» (1947)
2. Крылов, Александр Петрович, Глоговский, Марк Михайлович, Николаевский, Николай Матвеевич, доценты, Мирчинк, Михаил Фёдорович, Чарный, Исаак Абрамович, профессора МНИ имени И. М. Губкина, — за труд «Научные основы разработки нефтяных месторождений» (1948)
3. Пархомовский, Яков Моисеевич, Альхимович, Николай Васильевич, Попов, Лев Сергеевич, н. с. ЦАГИ имени Н. Е. Жуковского, — за теоретические и экспериментальные исследования в области механики (1948)
4. Попов, Евгений Павлович, профессор ЛКВВИА, — за научные исследования в области теории упругости, изложенные в трудах: «Теория и расчёт гибких упругих деталей», «Нелинейные задачи статики тонких стержней» (1947—1948)
5. Рахматулин, Халил Ахмедович, д. ч. АН УзССР, профессор МГУ имени М. В. Ломоносова, — за работы в области теории волн, изложенные в статьях: «Об ударе по гибкой нити», «О распространении плоских упругопластических волн», «О распространении цилиндрических волн при пластических деформациях» (1948)
6. Яновский, Михаил Иосифович, ч.-к. АН СССР, профессор ВМАКВ имени А. Н. Крылова

 В. ХИМИЧЕСКИЕ НАУКИ
Первая степень — 200 000 рублей
1. Казанский, Борис Александрович, академик, — за научные работы в области каталитических превращений углеводородов, изложенные в серии статей: «Каталитическое гидрирование циклопентановых углеводородов с расщеплением цикла», «Циклизация парафиновых углеводородов с четвертичным атомом углерода и механизм ароматизации парафинов на платинированном угле», «Синтез и свойства стереоизомерных 1,2,3-триметилциклопентанов», «О строении бицикло-(1,2,2)-гептана» (1947—1948)

Вторая степень — 100 000 рублей
1. Долгоплоск, Борис Александрович, профессор ВНИИСК имени С. В. Лебедева, — за научные исследования в области полимеризации (1948)
2. Коршак, Василий Владимирович, профессор МХТИ имени Д. И. Менделеева, зав. лабораторией ИОХАН, — за научные исследования в области ВМС, изложенные в статьях: «К вопросу об образовании трёхмерных структур у полиамидов», «О реакции взаимодействия гликолей с двухосновными кислотами», «О степени полидисперсности полиамидов», «Исследования в области ВМС» (1947—1948)
3. Перов, Сергей Степанович, д. ч. ВАСХНИЛ, — за научные исследования по биохимии белков, изложенные в работах: «Белковые протокислоты ряда семян травянистых, кустарниковых и деревянистых растений», «Потеря в весе чистейшей белковой протокислоты при 105 градусах», «Основные принципы технологии чистого растительного кормового белка», «Коллоидные свойства чистейшей казеиновой белковой протокислоты в активнокислой среде» (1947—1948)

 Г. БИОЛОГИЧЕСКИЕ НАУКИ
Первая степень — 200 000 рублей
1. Лысенко, Трофим Денисович, академик, президент ВАСХНИЛ, — за научные исследования в области передовой мичуринской биологической науки, обобщённые в научном труде «Агробиология» (1948)

Вторая степень — 100 000 рублей
1. Давиташвили, Лео Шиович, д. ч. АН Грузинской ССР, — за научный труд «История эволюционной палеонтологии от Дарвина до наших дней» (1948)[1]
2. Мовчан, Василий Архипович, профессор КГУ имени Т. Г. Шевченко, — за многолетние работы по изучению биологии карпа, обобщённые в труде «Экологические основы интенсификации роста карпа» (1948)
3. Фёдоров Михаил Васильевич, профессор МСХА имени К. А. Тимирязева, — за научные исследования по раскрытию процесса фиксации атмосферного азота почвенными бактериями, обобщённые в научном труде «Биологическая фиксация азота атмосферы» (1948)

 Д. СЕЛЬСКОХОЗЯЙСТВЕННЫЕ НАУКИ
Первая степень — 200 000 рублей
1. Бахтадзе, Ксения Ермолаевна, д. с.-х. н., зав. отделом Чаквинского филиала ВНИИЧСК, — за научные исследования по биологии, селекции и семеноводству чайного растения и за выведение новых высокоурожайных сортов чая «Грузинский № 1» и «Грузинский № 2»
2. Букасов, Сергей Михайлович, профессор, Камераз, Абрам Яковлевич, ст. н. с. ВИР, — за научный труд «Селекция картофеля» (1948)

Вторая степень — 100 000 рублей
1. Дмитриев, Андрей Михайлович, профессор МСХА имени К. А. Тимирязева, — за научный труд «Луговодство с основами луговедения» (1948)
2. Тимофеев Владимир Петрович, профессор, зав. лабораторией ИЛАН, — за научные исследования по биологии лиственницы и разработку методов её культуры, изложенные в научных трудах: «Лиственница в культуре», «Выращивание лиственницы» (1947—1948)

 Е. МЕДИЦИНСКИЕ НАУКИ
Первая степень — 200 000 рублей
1. Краснобаев, Тимофей Петрович, д. ч. АМН СССР, — за научный труд «Костно-суставной туберкулёз у детей» (1947)

Вторая степень — 100 000 рублей
1. Здродовский, Павел Феликсович, д. ч. АМН СССР, — за многолетние научные исследования в области инфекционных болезней, обобщённые в монографии «Бруцеллёз» (1948)

 Ж. ЭКОНОМИЧЕСКИЕ НАУКИ
Первая степень — 200 000 рублей
1. Лященко, Пётр Иванович, ч.-к. АН УССР, — за научный труд «История народного хозяйства СССР», тт. I и II (1948)

 З. ЮРИДИЧЕСКИЕ НАУКИ
Вторая степень — 100 000 рублей
1. Венедиктов, Анатолий Васильевич, профессор ЛГУ имени А. А. Жданова, — за научный труд «Государственная социалистическая собственность» (1948)

 И. ИСТОРИКО-ФИЛОЛОГИЧЕСКИЕ НАУКИ
Первая степень — 200 000 рублей
1. Рыбаков, Борис Александрович, ст. н. с. ИИМКАН имени Н. Я. Марра, — за научные исследования по истории русской культуры, обобщённые в научном труде «Ремесло древней Руси» (1948)
2. Толстов, Сергей Павлович, профессор МГУ имени М. В. Ломоносова, — за многолетние историко-археологические исследования, обобщённые в научном труде «Древний Хорезм» (1948)

#### Другие лауреаты
В 1949 году были приняты и опубликованы три открытых постановления Совмина СССР о присвоении Сталинской премии: за выдающиеся изобретения и коренные усовершенствования методов производственной работы, в области науки и в области литературы и искусства. Кроме того, в октябре 1949 года было принято совсекретное постановление СМ СССР № 5070-1944сс/оп «О награждении и премировании за выдающиеся научные открытия и технические достижения по использованию атомной энергии». По этому постановлению званий лауреатов Сталинской премии были удостоены 178 участников Атомного проекта СССР — учёных, инженеров, строителей и управленцев. Отдельным (и тоже совсекретным) постановлением ЦК ВКП(б) и СМ СССР звание лауреата Сталинской премии первой степени за заслуги в организации создания ядерного оружия было присвоено Л. П. Берия.
Ещё одним секретным постановлением Совета министров СССР от 30 ноября 1949 года № 5465-2081с звания лауреатов Сталинской премии были присвоены участникам разработки и внедрения в серийное производство самолёта Ту-4 — главному конструктору А. Н. Туполеву, сотрудникам его конструкторского бюро, работникам завода № 19 и другим управленцам и инженерно-техническим работникам.

### 1950
Постановление СМ СССР «О присуждении Сталинских премий за выдающиеся работы в области науки и изобретательства за 1949 год» от 3 марта 1950 года. // «Правда». 1950. 4 апреля
 а. ФИЗИКО-МАТЕМАТИЧЕСКИЕ НАУКИ
Первая степень — 200 000 рублей
1. Амбарцумян, Виктор Амазаспович, ч.-к. АН СССР, президент АН Армянской ССР, директор, Маркарян, Вениамин Егишевич, ст. н. с. Бюраканской астрофизической обсерватории, — за открытие и изучение нового типа звёздных систем («звёздных ассоциаций»), изложенные в серии статей, опубликованных в журналах: «Сообщения Бюраканской обсерватории», «Доклады Академии наук Армянской ССР» и «Астрономический журнал» (1949)
2. Шайн, Григорий Абрамович, академик, директор Крымской астрофизической обсерватории, — за спектральные исследования звёздных атмосфер, завершившиеся открытием в них аномального содержания тяжёлого изотопа углерода, изложенные в серии статей, опубликованных в журналах «Известия Крымской астрофизической обсерватории» и «Доклады Академии наук СССР» (1948—1949)

Вторая степень — 100 000 рублей
1. Векуа, Илья Несторович, ч.-к. АН СССР, д. ч. АН Грузинской ССР, профессор ТбГУ имени И. В. Сталина, — за монографию «Новые решения эллиптических уравнений» (1948)
2. Волькенштейн, Михаил Владимирович, профессор ЛГУ имени А. А. Жданова, Ельяшевич, Михаил Александрович, профессор ЛИТМО, Степанов Борис Иванович, ст. н. с. ГОИ, — за двухтомную монографию «Колебания молекул» (1949)
3. Иваненко, Дмитрий Дмитриевич, Соколов Арсений Александрович, профессора МГУ имени М. В. Ломоносова, Померанчук, Исаак Яковлевич, д. ф. н., зав. сектором теплотехнической лаборатории АН СССР, — за работы по теории «светящегося» электрона и по современным проблемам электродинамики, изложенные в монографии «Классическая теория поля» (1949)
4. Погорелов, Алексей Васильевич, д. ф.-м. н., зав. отделом геометрии НИИММ при ХГУ имени А. М. Горького, — за работы по теории выпуклых поверхностей, изложенные в статье «Однозначная определённость выпуклых поверхностей» и в серии статей, опубликованных в журнале «Доклады Академии наук СССР» (1948—1949)

 б. ТЕХНИЧЕСКИЕ НАУКИ
Вторая степень — 100 000 рублей
1. Власов, Василий Захарович, профессор, зав. отделом строительной механики АН СССР, — за научные труды: «Общая теория оболочек» и «Строительная механика тонкостенных пространственных систем» (1949)
2. Данилов Виталий Иванович, ч.-к. АН УССР, научный руководитель лаборатории кристаллизации ЦНИИЧермет ММП СССР, — за работы в области кристаллизации жидкостей, обобщённые в статьях: «Некоторые вопросы кинетики кристаллизации жидкостей» и «О зарождении центров кристаллизации в переохлаждённой жидкости» (1949)
3. Корноухов, Николай Васильевич, ч.-к. АН УССР, зав. отделом ИСМ АН УССР, — за научный труд «Прочность и устойчивость стержневых систем» (1949)
4. Тимрот, Дмитрий Львович, профессор, зав. сектором, Варгафтик, Натан Борисович, ст. н. с. ВТТНИИ имени Ф. Э. Дзержинского, — за научные исследования тепловых свойств водяного пара при высоких давлениях и температурах, результаты которых изложены в серии статей, опубликованных в журнале «Известия Всесоюзного теплотехнического института имени Дзержинского» (1948—1949)

 в. ХИМИЧЕСКИЕ НАУКИ
Первая степень — 200 000 рублей
1. Комков, Иван Петрович, ст. н. с. НИИ, — за теоретические исследования в области органической химии
2. Титов, Александр Иванович, профессор ВАХЗ имени К. Е. Ворошилова, — за научные исследования по нитрованию углеводородов и их производных, опубликованных в журналах: «Доклады Академии наук СССР» и «Журнал общей химии» (1946—1949)

Вторая степень — 100 000 рублей
1. Дубинин, Михаил Михайлович, академик, — за научные исследования явлений адсорбции и изучение структур сорбентов, опубликованные в журналах: «Доклады Академии наук СССР» и «Журнал физической химии» (1947—1949)
2. Иванов Константин Иванович, профессор, зав. лабораторией ВТТНИИ имени Ф. Э. Дзержинского, — за исследования в области реакций автоокисления углеводородов и разработку метода получения и выделения органических перекисей, изложенные в монографии «Промежуточные продукты и промежуточные реакции автоокисления углеводородов» (1949)
3. Каргин, Валентин Алексеевич, ч.-к. АН СССР, зав. лабораторией НИИФХИ имени Л. Я. Карпова, — за исследования в области физической химии высокополимерных веществ, опубликованные в журналах: «Доклады Академии наук СССР» и «Журнал физической химии» (1948—1949)
4. Предводителев, Александр Саввич, ч.-к. АН СССР, профессор, Хитрин, Лев Николаевич, ст. н. с. МГУ имени М. В. Ломоносова, Гродзовский, Мотель Калманович, профессор, зав. лабораторией ВНИИПГУ, Колодцев, Христофор Иосифович, ст. н. с. ВТТНИИ имени Ф. Э. Дзержинского, Цуханова, Ольга Александровна, ст. н. с. ЭИ имени Г. М. Кржижановского, — за теоретические и экспериментальные исследования процесса горения углерода, изложенные в монографии «Горение углерода» (1949)
5. Чибисов, Константин Владимирович, ч.-к. АН СССР, научный консультант, Михайлова, Александра Алексеевна, Титов Алексей Алексеевич, ст. н. с. НИКФИ, — за исследования природы светочувствительности и механизма процессов, протекающих при синтезе фотографических эмульсий, изложенные в журнале «Труды НИКФИ» (1948)

 г. ГЕОЛОГО-ГЕОГРАФИЧЕСКИЕ НАУКИ
Первая степень — 200 000 рублей
1. Обручев, Владимир Афанасьевич, академик, — за многотомный научный труд «История геологического исследования Сибири» (1931—1949)
2. Паффенгольц, Константин Николаевич, д. ч. АН Армянской ССР, профессор ВНИГИ, — за научный труд «Геология Армении» (1948)

Вторая степень — 100 000 рублей
1. Громов, Валериан Иннокентьевич, д. г.-м. н., зав. отделом ИГНАН, — за геолого-палеонтологические исследования и разработку новой методики расчленения четвертичных отложений, обобщённые в научном труде «Палеонтологическое и археологическое обоснование стратиграфии континентальных отложений четвертичного периода на территории СССР» (1948)
2. Дзоценидзе, Георгий Самсонович, профессор, зав. лабораторией ИГМ АН Грузинской ССР, — за петрографические исследования вулканогенных горных пород Грузии, обобщённые в научном труде «Домиоценовый эффузивный вулканизм Грузии» (1948)
3. Соболев, Владимир Степанович, профессор ЛГУ имени И. Я. Франко, — за научный труд «Введение в минералогию силикатов» (1949)
4. Тронов, Михаил Владимирович, доцент ТГУ имени В. В. Куйбышева, — за научные труды: «Современное оледенение Алтая» и «Очерки оледенения Алтая» (1948—1949)

 д. БИОЛОГИЧЕСКИЕ НАУКИ
Первая степень — 200 000 рублей
1. Павловский, Евгений Никанорович, академик, директор ЗИАН, — за научный труд «Руководство по паразитологии человека с учением о переносчиках трансмиссивных болезней» (1948)
2. Скрябин, Константин Иванович, академик, — за 3-томный научный труд «Трематоды животных и человека» (1947—1949)

Вторая степень — 100 000 рублей
1. Окладников, Алексей Павлович, д. и. н., ст. н. с. ИИМКАН имени Н. Я. Марра, Гремяцкий, Михаил Антонович, профессор МГУ имени М. В. Ломоносова, Синельников, Николай Александрович, — за открытие и изучение остатков скелета палеолитического человека и предметов его материальной культуры, изложенной в научном труде «Тешик-Таш» (палеолитический человек) (1949)
2. Шапошников, Владимир Николаевич, профессор МГУ имени М. В. Ломоносова, — за научный труд «Техническая микробиология» (1948)

Третья степень — 50 000 рублей
1. Герасимов, Михаил Михайлович, ст. н. с. ИИМКАН имени Н. Я. Марра, — за научные труды «Основы восстановления лица по черепу» (1949) и за создание реконструкций физиогномического облика предков человека и исторических лиц
2. Глущенко, Иван Евдокимович, д. б. н., ст. н. с. ИГАН, — за научный труд «Вегетативная гибридизация растений» (1948)
3. Токин, Борис Петрович, д. б. н., зав. лабораторией фитонцидов ИЭМАМН, — за научный труд «Фитонциды» (1948)

 е. СЕЛЬСКОХОЗЯЙСТВЕННЫЕ НАУКИ
Третья степень — 50 000 рублей
1. Ванин, Степан Иванович, профессор, ст. н. с. ИЛАН, — за научные исследования в области строения и физико-химических свойств древесины, обобщённые в труде «Древесиноведение» (1949)

 ж. МЕДИЦИНСКИЕ НАУКИ
Первая степень — 200 000 рублей
1. Богораз, Николай Алексеевич, профессор 2-го ММИ имени И. В. Сталина, — за научные клинические исследования, обобщённые в монографии «Восстановительная хирургия» в 2 томах (1948—1949)
2. Джанелидзе, Иустин Ивливанович (посмертно), д. ч. АМН СССР, профессор ВММА, — за научный труд «Бронхиальные свищи огнестрельного происхождения» (1948)[6]

Вторая степень — 100 000 рублей
1. Андреев, Фёдор Андреевич, д. м. н., профессор, н. с. ИОЭПАМН, — за исследования, разработки и внедрение в лечебную практику метода лечения длительным сном внутренних заболеваний, опубликованные в издании Главного военного госпиталя АМН СССР (1945—1949)
2. Бубличенко, Лазарь Иванович, профессор ИАГАМН, — за научно-клинические исследования по лечению, диагностике, профилактике и изучению послеродовых инфекционных заболеваний, обобщённые в научном труде «Послеродовая инфекция» (1946—1949)
3. Иванов-Смоленский, Анатолий Георгиевич, д. м. н., зав. Московским отделением ИЭФПВНД имени И. П. Павлова АМН СССР, — за научный труд «Очерки патофизиологии высшей нервной деятельности» (1949)
4. Стойко, Николай Георгиевич, профессор ИТАМН, — за научно-клинические исследования по оперативному лечению туберкулёза лёгких, обобщённые в монографии «Хирургическое лечение лёгочного туберкулёза» (1949)

 з. ИСТОРИЯ НАУКИ и ТЕХНИКИ
Вторая степень — 100 000 рублей
1. Шателен, Михаил Андреевич, ч.-к. АН СССР, профессор ЛПИ имени М. И. Калинина, — за научный труд «Русские электротехники» (1949)

Третья степень — 50 000 рублей
1. Лукьянов, Павел Митрофанович, профессор МХТИ имени Д. И. Менделеева, н. с. ИИЕАН, — за научный труд «История химических промыслов и химической промышленности России» в 2 томах (1948—1949)
2. Соболь, Самуил Львович, ст. н. с. ИИЕАН, — за научный труд «История микроскопа и микроскопических исследований в России в XVIII веке» (1949)

 и. ИСТОРИКО-ФИЛОЛОГИЧЕСКИЕ НАУКИ
Вторая степень — 100 000 рублей
1. Ерусалимский, Аркадий Самсонович, профессор, м. н. с. ИИАН, — за научный труд «Внешняя политика и дипломатия германского империализма в конце XIX века» (1948)
2. Зутис, Ян Яковлевич, профессор, зав. сектором ИИ АН Латвийской ССР, — за научный труд «Остзейский вопрос в XVIII веке» (1946)
3. Киселёв Сергей Владимирович, профессор, зам. директора ИИМКАН имени Н. Я. Марра, — за научный труд «Древняя история Южной Сибири» (1949)
4. Пассек, Татьяна Сергеевна, профессор, ст. н. с. ИИМКАН имени Н. Я. Марра, — за научный труд «Периодизация трипольских поселений (III—II тысячелетий до н. э.)» (1949)
5. Смирнов Иван Иванович, д. и. н., ст. н. с. ИИАН, — за научный труд «Восстание Болотникова (1606—1607)» (1949)

Третья степень — 50 000 рублей
1. Поршнев, Борис Фёдорович, профессор, зав. сектором ИИАН, — за научный труд «Народные восстания во Франции перед Фрондой (1623—1648)» (1948)

### 1951
Постановление СМ СССР «О присуждении Сталинских премий за выдающиеся работы в области науки, изобретательства, литературы и искусства за 1950 год» от 14 марта 1951 года. // «Правда». 1951. 15, 16 и 17 марта.
 а. ФИЗИЧЕСКИЕ НАУКИ
Первая степень — 200 000 рублей
1. Бреховских, Леонид Максимович, д. ф.-м. н., Розенберг, Лазарь Давыдович, д. т. н., ст. н. с. института; Карлов, Борис Иванович, инженер, Сигачёв, Николай Иванович, к. т. н., — за научные исследования в области акустики
2. Скобельцын, Дмитрий Владимирович, академик, Добротин, Николай Алексеевич, д. ф.-м. н., Зацепин, Георгий Тимофеевич, к. ф.-м. н., н. с. ФИАН имени П. Н. Лебедева, — за открытие и изучение электронно-ядерных ливней и ядерно-каскадного процесса в космических лучах, изложенные в серии статей, опубликованных в журналах «Доклады Академии наук СССР», «Журнал экспериментальной и теоретической физики» и «Вестник Академии наук СССР» (1949—1950)

Вторая степень — 100 000 рублей
1. Лазарев, Борис Георгиевич, ч.-к. АН УССР, — за исследования магнитных свойств металлов при низких температурах и за новый метод обогащения гелия лёгким изотопом, изложенные в серии статей, опубликованных в журналах «Доклады Академии наук СССР» и «Журнал экспериментальной и теоретической физики» (1948—1950)
2. Тарасов, Василий Васильевич, профессор МХТИ имени Д. И. Менделеева, — за работу по квантовой теории теплоёмкостей цепных и слоистых структур, опубликованную в «Журнале физической химии» (1950)
3. Терлецкий, Яков Петрович, профессор МГУ имени М. В. Ломоносова, — за работы по теории индукционных ускорителей и происхождению космических лучей, опубликованные в журналах «Доклады Академии наук СССР» и «Журнал экспериментальной и теоретической физики» (1948—1949)

б. МЕХАНИКО-МАТЕМАТИЧЕСКИЕ НАУКИ
Вторая степень — 100 000 рублей
1. Гельфанд, Израиль Моисеевич, д. ф.-м. н., зав. сектором МИАН имени В. А. Стеклова, — за работы по теории представлений групп, опубликованные в «Журнале экспериментальной и теоретической физики» и в «Трудах Математического института имени В. А. Стеклова» (1948—1950)
2. Дородницын, Анатолий Алексеевич, д. т. н., Никольский Александр Александрович, д. ф.-м. н., Шмыглевский, Юрий Дмитриевич, н. с. НИИ, — за исследования в области аэродинамики
3. Меньшов, Дмитрий Евгеньевич, профессор МГУ имени М. В. Ломоносова, — за исследования в области теории тригонометрических рядов, завершённые работой «О сходимости по мере тригонометрических рядов» (1950)
4. Смирнов Николай Васильевич, д. ф.-м. н., ст. н. с. МИАН имени В. А. Стеклова, — за работы по изучению свойств вариационного ряда и непараметрическим задачам математической статистики, завершённые монографией «Предельные законы распределения для членов вариационного ряда» (1949)

Третья степень — 50 000 рублей
1. Еругин, Николай Павлович, профессор ЛГУ имени А. А. Жданова, — за исследования в области устойчивости движения, качественной и аналитической теории дифференциальных уравнений, опубликованные в журнале «Прикладная математика» (1950)

 в. ТЕХНИЧЕСКИЕ НАУКИ
Вторая степень — 100 000 рублей
1. Лыков, Алексей Васильевич, профессор МТИПП, — за монографию «Теория сушки» (1950)
2. Чудаков, Евгений Алексеевич, академик, директор ИМАН, — за научный труд «Теория автомобиля» (1950)

Третья степень — 50 000 рублей
1. Вукалович, Михаил Петрович, Новиков, Иван Иванович, профессора, Кириллин, Владимир Алексеевич, Тимофеев Владимир Николаевич, доценты, Румянцев, Леонид Иванович, Силецкий, Валентин Сергеевич, н. с. МЭИ имени В. М. Молотова, — за теоретические и экспериментальные исследования термодинамических свойств воды и водяного пара в области высоких и сверхвысоких температур и давлений (1948—1950)
2. Губин, Фёдор Фёдорович, профессор МИСИ имени В. В. Куйбышева, — за монографию «Гидроэлектрические станции» (1949)
3. Костенко, Михаил Полиевктович, ч.-к. АН СССР, профессор ЛПИ имени М. И. Калинина, — за монографию «Электрические машины» (1949)
4. Крицкий, Сергей Николаевич, д. т. н., Менкель, Михаил Фёдорович, д. т. н., Россинский, Кирилл Илиодорович, Гильденблат, Яков Давыдович, Казак, Владимир Робертович, Коренистов, Дмитрий Васильевич, Кузьмин, Илья Алексеевич, — инженеры-гидротехники Гидропроекта, — за научный труд «Гидрологические основы речной гидротехники» (1950)
5. Силин, Павел Михайлович, профессор МТИПП, — за научный труд «Вопросы технологии сахаристых веществ» (1950)
6. Сухомел, Георгий Иосифович, ч.-к. АН УССР, директор ИГГ АН УССР, — за научный труд «Вопросы гидравлики открытых русел и сооружений» (1949)

 г. ХИМИЧЕСКИЕ НАУКИ
Первая степень — 200 000 рублей
1. Виноградов, Александр Павлович, ч.-к. АН СССР, директор ИГАХАН, — за научный труд «Геохимия редких и рассеянных элементов в почве» (1950)
2. Сергеев, Пётр Гаврилович, д. х. н., Кружалов, Борис Дмитриевич, инженер-технолог, — за исследования в области неорганической химии

Вторая степень — 100 000 рублей
1. Арбузов, Борис Александрович, ч.-к. АН СССР, зав. отделом органической химии терпенов и диенов, изложенные в серии статей, опубликованных в «Журнале общей химии» (1949—1950)
2. Коршак, Василий Владимирович, д. х. н., зав. лабораторией ИОХАН, — за монографию «Химия высокомолекулярных соединений» (1950)
3. Тищенко, Дмитрий Вячеславович, профессор ЛЛТА имени С. М. Кирова, — за исследования по хлорированию углеводородов, опубликованные в «Журнале общей химии» (1948—1950)
4. Якубович, Аркадий Яковлевич, д. х. н., Макаров, Сергей Петрович, ст. н. с., — за теоретические исследования в области общей химии

Третья степень — 50 000 рублей
1. Алекин, Олег Александрович, ст. н. с., нач. отделения ГГИ, — за научные труды: «Общая гидрохимия», «Гидрохимия рек СССР», «Гидрохимическая карта рек СССР» (1948—1950)
2. Амелин, Анатолий Гаврилович, д. т. н., нач. лаборатории ЦНИИУИФ имени Я. В. Самойлова, — за теоретические и экспериментальные исследования процессов образования тумана, завершённые научным трудом «Теоретические основы образования тумана в химических производствах» (1951)
3. Сторонкин, Алексей Васильевич, профессор ЛГУ имени А. А. Жданова, — за научную работу «об условиях термодинамического равновесия многокомпонентных систем» (1948)

 д. ГЕОЛОГО-ГЕОГРАФИЧЕСКИЕ НАУКИ
Первая степень — 200 000 рублей
1. Исаков, Иван Степанович, профессор, Дёмин, Леонид Александрович, инженер-капитан 1 ранга, Воробьёв, Всеволод Иванович, капитан 1 ранга, Павлов, Василий Викторович, инженер-подполковник, Баранов, Александр Никифорович, нач. ГУ геодезии и картографии при СМ СССР, Луконин, Сергей Алексеевич, инженер-капитан 2 ранга, Герасименко, Виктор Прокофьевич, капитан, Петровский, Владимир Алексеевич, — за научный труд «Морской атлас», том 1, навигационно-географические карты (1950)

Вторая степень — 100 000 рублей
1. Заруцкая, Ирина Павловна, географ-картограф, Белоглазова, Ольга Александровна, Маркова, Любовь Ильинична, Николенко, Надежда Филимоновна, инженеры картографической фабрики ГУ геодезии и картографии при СМ СССР; Зенкович, Всеволод Павлович, д. г. н., зав. лабораторией ИОАН, — за научный труд «Гипсометрическая карта СССР» в масштабе 1 : 2 250 000 (1950)
2. Зенкевич, Лев Александрович, д. б. н., ст. н. с., Богоров, Вениамин Григорьевич, д. б. н., зам. директора, Сысоев, Николай Николаевич, к. т. н., Олчи-Оглу, Николай Иванович, инженер, Безруков, Пантелеймон Леонидович, д. г.-м. н., Добровольский, Алексей Дмитриевич, д. г. н., Бруевич, Семён Владимирович, д. х. н., Пономаренко, Георгий Петрович, к. ф.-м. н., Иванов-Францкевич, Георгий Николаевич, н. с. института, — за океанологические исследования
3. Муратов, Михаил Владимирович, профессор МГРИ имени С. Орджоникидзе, — за научный труд «Тектоника и история развития альпийской геосинклинальной области юга европейской части СССР и сопредельных стран» (1949)

'Третья степень — 50 000 рублей
1. Ермаков, Николай Порфирьевич, доцент Львовского ГУ имени Ивана Франко, — за научный труд «Исследования минералообразующих растворов» (1950)
2. Теодоровский, Георгий Иванович, д. г.-м. н., ст. н. с. ИНАН, — за научные труды: «Карбонатные фации нижней перми верхнего карбона Урало-Волжской области» и «Литология карбонатных пород палеозоя Урало-Волжской области» (1949—1950)
3. Чухров, Фёдор Васильевич, д. г.-м. н., зам. директора ИГНАН, — за минералогические исследования

 е. БИОЛОГИЧЕСКИЕ НАУКИ
Первая степень — 200 000 рублей
1. Берг, Лев Семёнович, академик, — за научный труд в 3 томах «Рыбы пресных вод СССР и сопредельных стран» (1948—1949)
2. Порецкий, Вадим Сергеевич, д. б. н., Шешукова, Валентина Сергеевна, доцент, Киселёв Иван Александрович, профессор ЛГУ имени А. А. Жданова, Прошкина, Анастасия Ивановна, ст. н. с. БИАН имени В. Л. Комарова, Жузе, Анастасия Пантелеймоновна, к. г. н., Забелина, Мария Михайловна, альголог, — за научный труд в 3 томах «Диатомовый анализ» (1949—1950)

Вторая степень — 100 000 рублей
1. Авакян, Артавазд Аршакович, ч.-к. АН СССР, — за исследования в области теории развития растительных организмов, опубликованные в журнале «Агробиология» (1948—1950)
2. Захваткин, Алексей Алексеевич, д. б. н., — за научный труд «Сравнительная эмбриология низших беспозвоночных» (1949)
3. Покровская, Ирина Митрофановна, д. г.-м. н., зам. зав. лабораторией ВСЕГЕИ, Гричук, Владимир Поликарпович, н. с. ИГАН, Заклинская, Елена Дмитриевна, н. с. ИГНАН, — за научный труд «Пыльцевой анализ» (1950)

Третья степень — 50 000 рублей
1. Галузо, Илларион Григорьевич, д. ч. АН Казахской ССР, — за научный труд в 4 томах «Кровососущие клещи Казахстана» (1946—1949)
2. Гиляров, Меркурий Сергеевич, д. б. н., ст. н. с. ИМЖАН имени А. Н. Северцова, — за научный труд «Особенности почвы как среды обитания и её значение в эволюции насекомых» (1949)
3. Красильников, Николай Александрович, ч.-к. АН СССР, зав. отделом ИМАН, — за научный труд «Определитель бактерий и актиномицетов» (1949)
4. Мишустин, Евгений Николаевич, д. б. н., зав. отделом ИМАН, — за научный труд «Термофильные организмы в природе и на практике» (1950)

 ж. СЕЛЬСКОХОЗЯЙСТВЕННЫЕ НАУКИ
Вторая степень — 100 000 рублей
1. Оливков, Борис Михайлович, профессор МВА, — за монографию «Лечение инфицированных ран у животных» (1950)
2. Ларин Иван Васильевич, профессор ЛСХИ, Работнов, Тихон Александрович, д. б. н., Любская, Антонина Фёдоровна, к. с/х н., ст. н. с. ВНИИ кормов, Агабабян, Паварш Мнецаканович, д. с/х н., зав. лабораторией Армянского ИПЛК, — за научный труд «Кормовые растения сенокосов и пастбищ СССР», том 1 (1950)
3. Филатов Фёдор Иванович, ст. н. с. Института земледелия Юго-Востока СССР, — за научный труд «Возделывание многолетних трав в полевых и кормовых севооборотах Юго-Востока СССР» (1950)

Третья степень — 50 000 рублей
1. Далакишвили, Михаил Семёнович, директор Института полеводства АН Грузинской ССР, — за работы в области возделывания пшеницы в низменной зоне Западной Грузии, опубликованные в журнале «Труды Аджаметской опытной станции полеводства Академии наук Грузинской ССР» (1949—1950)
2. Дараселия, Михаил Константинович, д. г.-м. н., зав. отделом ВНИИЧиСК, — за научный труд «Краснозёмные и подзолистые Грузии и их использование под тропические культуры» (1949)
3. Зонн, Сергей Владимирович, ст. н. с. ИЛАН, — за монографию «Горно-лесные почвы Северо-Западного Кавказа» (1950)
4. Зубрилин, Алексей Алексеевич, д. с/х н., директор ВНИИКСХЖ, — за работы: «Научные основы консервирования зелёных кормов», «Силос» и «Как надо силосовать корма» (1947—1950)
5. Минкевич, Иван Алексеевич, д. с/х н., директор, Борковский, Владимир Евгеньевич, к. с/х н., зав. лабораторией ВНИИМК, — за научный труд «Масличные культуры» (1949)

 з. МЕДИЦИНСКИЕ НАУКИ
Первая степень — 200 000 рублей
1. Усиевич, Михаил Александрович, д. м. н., директор ИФ АМН СССР, — за исследования в области изучения ВНД, обобщённые в научныx трудах: «Функциональное состояние мозговой коры и деятельность внутренних систем организма» и «Влияние выключения лобных долей головного мозга на высшую нервную деятельность собаки» (1949)

Вторая степень — 100 000 рублей
1. Ланг, Георгий Фёдорович (посмертно), д. ч. АМН СССР, — за исследования в области патологии и терапии внутренних болезней, обобщённые в научном труде «Гипертоническая болезнь» (1950)
2. Рубинштейн, Герман Рафаилович, профессор 1-го ММИ, — за научно-клинические исследования в области патологии, клиники и диагностики болезней лёгких, обобщённые в двухтомном научном труде «Дифференциальная диагностика заболеваний лёгких» (1949—1950)

Третья степень — 50 000 рублей
1. Боголепов, Николай Кириллович, д. м. н., зав. отделением ЦНИИЭТОТ, — за монографию «Коматозные состояния» (1950)
2. Кашкин, Павел Николаевич, д. м. н., руководитель отдела Республиканского НИИКВИ, — за исследования грибковых заболеваний кожи, обобщённые в монографии «Дерматомикозы» (1950)
3. Подъяпольская, Варвара Петровна, д. м. н., зав. сектором ИММПГ, Капустин, Василий Федосеевич, к. в. н., — за монографию «Глистные заболевания человека» (1950)

и. ИСТОРИКО-ФИЛОЛОГИЧЕСКИЕ НАУКИ
Вторая степень — 100 000 рублей
1. Виноградов, Виктор Владимирович, академик, директор ИЯЗАН, профессор МГУ имени М. В. Ломоносова, — за научный труд «Русский язык (грамматическое учение о слове)» (1947)
2. Машкин, Николай Александрович (посмертно), д. и. н., — за научный труд «Принципат Августа» (1949)
3. Потапов, Леонид Павлович, д. и. н., зам. директора ИЭМНАН имени Н. Н. Миклухо-Маклая, — за научный труд «Очерки по истории алтайцев» (1948)

к. ФИЛОСОФСКИЕ НАУКИ
Вторая степень — 100 000 рублей
1. Рубашевский, Андрей Артёмович, к. ф. н., зав. отделом Института философии АН УССР, — за научный труд «Философское значение теоретического наследства И. В. Мичурина» (1949)

Третья степень — 50 000 рублей
1. Глезерман, Григорий Ерухимович, д. ф. н., ст. н. с. ИФАН, — за научный труд «Ликвидация эксплуататорских классов и преодоление классовых различий в СССР» (1949)
2. Чесноков, Дмитрий Иванович, к. ф. н., гл. редактор журнала «Вопросы философии», — за научный труд «Мировоззрение Герцена» (1948)

л. ИСТОРИЯ НАУКИ и ТЕХНИКИ
Вторая степень — 100 000 рублей
1. Безбородов, Михаил Алексеевич, д. ч. АН БССР, — за монографии: «М. В. Ломоносов и его работа по химии и технологии силикатов» и «Д. И. Виноградов — создатель русского фарфора» (1948—1950)

м. УЧЕБНИКИ и НАУЧНО-ПОПУЛЯРНЫЕ ТРУДЫ
Первая степень — 100 000 рублей
1. Крачковский, Игнатий Юлианович, академик, — за научно-популярный труд «Над арабскими рукописями» (1948)
2. Скочинский, Александр Александрович, академик, директор ИГДАН, Комаров, Владимир Борисович, профессор ЛГИ, — за учебник «Рудничная вентиляция» (1949)
3. Степанов, Вячеслав Васильевич, ч.-к. АН СССР, — за учебник «Курс дифференциальных уравнений» (1950)

Вторая степень — 50 000 рублей
1. Алексеев, Александр Емельянович, профессор ЛЭТИ имени В. И. Ульянова (Ленина), — за учебник «Конструкция электрических машин» (1949)
2. Витвер, Иван Александрович, профессор МГУ имени М. В. Ломоносова, — за учебник для средней школы «Экономическая география зарубежных стран», 11 издание (1950)
3. Касаткин, Андрей Георгиевич, профессор МХТИ имени Д. И. Менделеева, — за учебник «Основные процессы и аппараты химической технологии» (1950)
4. Мосолов, Василий Петрович, д. ч. ВАСХНИЛ, — за учебное пособие «Агротехника» (1950)
5. Огнев, Сергей Иванович, профессор МГУ имени М. В. Ломоносова, — за научно-популярный труд «Жизнь леса», 5 издание (1950)
6. Писаржевский, Олег Николаевич, — за книгу «Дмитрий Иванович Менделеев» (1949)
7. Свирщевский, Бронислав Станиславович, д. ч. ВАСХНИЛ, профессор МИМЭСХ имени В. М. Молотова, — за учебное пособие «Эксплуатация машинно-тракторного парка» (1950)
8. Халифман, Иосиф Аронович, биолог, — за научно-популярный труд «Пчёлы» (1950)

Третья степень — 25 000 рублей
1. Алексеев, Александр Михайлович, к. э. н., — за научно-популярный труд «Военные финансы капиталистических государств» (1949)
2. Берёзкин, Александр Васильевич, к. и. н., — за научно-популярный труд «США — активный организатор и участник военной интервенции против Советской России (1918—1920 гг.)» (1949)
3. Иноземцев, Николай Викторович, профессор, Зуев, Владимир Степанович, доцент МАИ имени С. Орджоникидзе, — за учебник «Авиационные газотурбинные двигатели» (1949)
4. Михеев Михаил Александрович, ч.-к. АН СССР, зав. лабораторией ЭНИАН имени Г. М. Кржижановского, — за учебник «Основы теплопередачи» (1949)
5. Мурзаев, Эдуард Макарович, д. г. н., ст. н. с. ИГАН, — за научно-популярный труд «Монгольская народная республика» (1948)
6. Плаксин, Игорь Николаевич, ч.-к. АН СССР, профессор МИЦМиЗ имени М. И. Калинина, Юхтанов, Дмитрий Михайлович, к. т. н., зам. директора Гинцветмет, — за учебное пособие «Гидрометаллургия» (1949)
7. Черкасов, Александр Алексеевич, профессор МСХА имени К. А. Тимирязева, — за учебное пособие «Мелиорация и сельскохозяйственное водоснабжение» (1950)

### 1952
Постановление СМ СССР «О присуждении Сталинских премий за выдающиеся работы в области науки, изобретательства, литературы и искусства за 1951 год» от 12 марта 1952 года. // «Правда». 1952. 13 и 14 марта.
а. ФИЗИЧЕСКИЕ НАУКИ
Первая степень — 200 000 рублей
1. Белов Николай Васильевич, ч.-к. АН СССР, зав. лабораторией ИКАН, — за научные труды по атомной структуре кристаллов, опубликованные в журналах: «Минералогический сборник Львовского геологического общества», «Доклады Академии наук СССР», «Известия Академии наук СССР» и в «Трудах Института кристаллографии Академии наук СССР» (1948—1951)
2. Вавилов, Сергей Иванович (посмертно), академик, — за научные труды «Микроструктура света» и «Глаз и Солнце» (1950)

Вторая степень — 100 000 рублей
1. Кириллов, Елпидифор Анемподистович, профессор ОГУ имени И. И. Мечникова, — за открытие и исследование тонкой структуры спектра поглощения фотохимически окрашенного галоидного серебра, изданные в серии статей, опубликованных в журналах: «Известия Академии наук СССР», «Успехи научной фотографии» и в «Трудах Одесского государственного университета имени И. И. Мечникова» (1949—1951)
2. Кринов, Евгений Леонидович, учёный секретарь Комитета по метеоритам АН СССР, — за исследования в теории метеоритики, изложенные в книгах: «Метеориты», «Тунгусский метеорит» и в статье «Форма и поверхностная структура как факторы плавления индивидуальных экземпляров Сихотэ-Алинского железного метеоритного дождя», опубликованной в журнале «Метеоритика» (1950)
3. Левшин, Вадим Леонидович, руководитель работы, д. ф.-м. н., Антонов-Романовский, Всеволод Васильевич, д. ф.-м. н., Моргенштерн, Зинаида Лазаревна, к. ф.-м. н., Трапезникова, Зинаида Алексеевна, н. с. ФИАН имени П. Н. Лебедева, — за исследования новых светящихся составов и разработку теории их действия
4. Цветков, Виктор Николаевич, профессор ЛГУ имени А. А. Жданова, — за исследования строения и свойств высоко-молекулярных соединений, изложенные в серии статей, опубликованных в журналах: «Доклады Академии наук СССР», «Журнал экспериментальной и теоретической физики» и «Коллоидный журнал» (1949—1951)

Третья степень — 50 000 рублей
1. Андроникашвили, Элевтер Луарсабович, ч.-к. АН Грузинской ССР, директор Института физики АН Грузинской ССР, — за экспериментальные исследования свойств жидкого гелия-II, изложенные в статьях, опубликованных в «Журнале экспериментальной и теоретической физики» (1946—1949)
2. Северный, Андрей Борисович, руководитель работы, профессор, зам. директора, Мустель, Эвальд Рудольфович, профессор, зав. отделом Крымской астрофизической обсерватории АН СССР, — за научный труд «Точная теория волн установившегося вида на поверхности тяжёлой жидкости» (1951)
3. Смоленский, Георгий Анатольевич, ст. н. с., Торопов, Никита Александрович, зав. лабораторией, Борисенко, Анатолий Исидорович, мл. н. с. ИХСАН, — за исследования физических и химических свойств сегнетоэлектриков и ферритов, изложенные в серии статей, опубликованных в журналах: «Доклады Академии наук СССР», «Журнал технической физики» и «Журнал прикладной химии» (1949—1951)

б. МЕХАНИКО-МАТЕМАТИЧЕСКИЕ НАУКИ
Вторая степень — 100 000 рублей
1. Мергелян, Сергей Никитович, ст. н. с. Сектора математики и механики АН Армянской ССР, — за работы по конструктивной теории функций, завершённые статьёй «Некоторые вопросы конструктивной теории функций», опубликованной в «Трудах Математического института имени В. А. Стеклова Академии наук СССР» (1951)
2. Некрасов Александр Иванович, академик, зав. отделом ИМАН, — за научный труд «Точная теория волн установившегося вида на поверхности тяжёлой жидкости» (1951)
3. Никольский, Сергей Михайлович, ст. н. с. МИАН имени В. А. Стеклова, — за работы по теории приближений функций действительного переменного, завершённых статьёй «Неравенства для целых функций конечной степени и их применение в теории дифференцируемых функций многих переменных», опубликованных в «Трудах Математического института имени В. А. Стеклова Академии наук СССР» (1951)
4. Седов, Леонид Иванович, ч.-к. АН СССР, ст. н. с. МИАН имени В. А. Стеклова, — за монографии «Плоские задачи гидродинамики и аэродинамики» и «Методы подобия и размерности в механике» (1950, 1951)

Третья степень — 50 000 рублей
1. Микеладзе, Шалва Ефимович, ч.-к. АН Грузинской ССР, руководитель отдела Тбилисского математического института имени А. М. Размадзе, — за работы по приближённым методам математического анализа
2. Савин, Гурий Николаевич, д. ч. АН УССР, руководитель отдела Института машиностроения и автоматики АН УССР, — за научный труд «Концентрация напряжений около отверстий» (1951)

в. ТЕХНИЧЕСКИЕ НАУКИ
Вторая степень — 100 000 рублей
1. Потапов, Макарий Васильевич, ч.-к. АН БССР, — за исследования в области гидротехники и гидравлики, опубликованные в 3 томах (1950—1951)
2. Соколовский, Вадим Васильевич, ч.-к. АН СССР, зав. отделом ИМАН, — за научный труд «Теория пластичности», 2-е издание (1950)
3. Школьников, Виктор Сергеевич, руководитель работы, Балашов, Виктор Павлович, Введенский, Борис Алексеевич, академик, Виноградов Александр Иванович, Гуляев, Николай Иванович, Малиновский, Борис Петрович, Мириманов, Рубен Гаевич, Осипов Николай Васильевич, Шиллеров, Борис Алексеевич, — за исследования в области техники

Третья степень — 50 000 рублей
1. Болтинский, Василий Николаевич, профессор МИМЭСХ имени В. М. Молотова, — за монографию «Работа тракторного двигателя при неустановившейся нагрузке» (1949)
2. Брауде, Семён Яковлевич, руководитель работы, профессор, Островский, Исаак Еремеевич, Санин, Фотий Сергеевич, Тургенев Иван Сергеевич, Шамфаров, Яков Львович, н. с. института; Амосов, Владимир Иванович, Архипов Сергей Николаевич, Бахарев, Александр Петрович, Безуглый, Иван Матвеевич, Генкин, Абрам Львович, инженеры, — за исследования в области техники
3. Казанцев, Александр Николаевич, профессор, ст. н. с. Секции по научной разработке проблем радиотехники АН СССР, Игумнов, Василий Иванович, инженер-подполковник, — за научные исследования в области радиосвязи (1951)
4. Кидин, Иван Николаевич, доцент, директор МИС имени И. В. Сталина, — за научный труд «Термическая обработка стали при индукционном нагреве» (1950)
5. Нейман, Михаил Самойлович, профессор МАИ имени С. Орджоникидзе, — за научную работу «Триодные и тетродные генераторы сверхвысоких частот» (1950)
6. Орлин, Андрей Сергеевич, д. ч. ААН, профессор МВТУ имени Н. Э. Баумана, — за монографию «Двухтактные лёгкие двигатели» (1950)

г. ХИМИЧЕСКИЕ НАУКИ
Первая степень — 200 000 рублей
1. Преображенский Николай Алексеевич, профессор МИТХТ имени М. В. Ломоносова, — за исследования по синтезу алкалоидов, завершённые статьями, опубликованными в журналах: «Доклады Академии наук СССР» и «Журнал общей химии» (1949—1951)
2. Черняев, Илья Ильич, академик, директор ИОНХАН имени Н. С. Курнакова, — за исследования в области реакций замещения во внутренней сфере и стереохимии комплексных соединений, изложенные в серии статей, опубликованных в журналах: «Известия сектора платины Академии наук СССР» и «Доклады Академии наук СССР» (1949, 1951)

Вторая степень — 100 000 рублей
1. Горин-Хаст, Юрий Александрович, зав. лабораторией ВНИИСК имени С. В. Лебедева, — за исследования реакций каталитического превращения спиртов в углеводороды ряда дивинила, опубликованные в «Трудах Всесоюзного научно-исследовательского института синтетического каучука» и «Журнале общей химии» (1949—1951)
2. Панченков, Георгий Митрофанович, профессор МНИ имени И. М. Губкина, — за исследования в области теории вязкости жидкостей, завершённые статьями, опубликованными в журналах: «Доклады Академии наук СССР» и «Журнал физической химии» (1949—1951)

Третья степень — 50 000 рублей
1. Ваграмян, Ашот Тигранович, зав. лабораторией ИФХАН, — за исследования по электроосаждению металлов, изложенные в монографии «Электроосаждение металлов» (1950)
2. Камай, Гильм Хайревич, профессор КХТИ имени С. М. Кирова, — за исследования в области органических соединений мышьяка и фосфора, изложенные в серии статей, опубликованных в журналах: «Доклады Академии наук СССР», «Известия Казанского филиала Академии наук СССР» и «Журнал общей химии» (1949—1951)

д. ГЕОЛОГО-ГЕОГРАФИЧЕСКИЕ НАУКИ
Вторая степень — 100 000 рублей
1. Ефремов, Иван Антонович, профессор, зав. лабораторией ПИАН, — за научный труд «Тафономия и геологическая летопись» (захоронение наземных фаун в палеозое) (1950)
2. Изотов, Александр Александрович, ст. н. с. ЦНИИГАиК, Красовский, Феодосий Николаевич (посмертно) — за исследования по установлению формы и размеров Земли
3. Швецов, Пётр Филимонович, д. г.-м. н., ст. н. с. АН СССР, — за открытие новых закономерностей в формировании подземных вод

Третья степень — 50 000 рублей
1. Маковкин, Александр Павлович, руководитель работы, Большаков, Дмитрий Николаевич, Василевский, Виктор Игнатьевич, Гамалеев, Николай Яковлевич, Козловский, Антон Иванович, Коновалов, Евгений Николаевич, Кустов, Василий Григорьевич, Кущ, Павел Порфирьевич, Макаров, Александр Клавдиевич, Макаров, Алексей Иванович, Мельников Александр Сергеевич, Световидов, Дмитрий Фёдорович, Силенок, Александр Иванович, Токарев, Аркадий Романович, Трушников, Василий Михайлович — за разработку географической карты

е. БИОЛОГИЧЕСКИЕ НАУКИ
Первая степень — 200 000 рублей
1. Бей-Биенко, Григорий Яковлевич, профессор ЛСХИ, Мищенко, Лев Леонидович, ст. н. с. ЗИАН, — за научный труд в 2 частях «Саранчёвые фауны СССР и сопредельных стран» (1951)

Вторая степень — 100 000 рублей
1. Дементьев, Георгий Петрович, профессор, Гладков, Николай Алексеевич, Судиловская, Ангелина Михайловна, Спангенберг, Евгений Павлович, ст. н. с. МГУ имени М. В. Ломоносова, — за научный труд «Птицы Советского Союза» в 3 томах (1951)
2. Клечковский, Всеволод Маврикиевич, зав. лабораторией, Шестаков, Александр Григорьевич, профессор, Гулякин, Иван Васильевич, Целищев, Сергей Петрович, ст. н. с. МСХА имени К. А. Тимирязева, — за научные исследования процесса питания растений с помощью меченых атомов
3. Клосовский, Борис Никодимович, профессор, зав. лабораторией ИПАМН, — за научный труд «Циркуляция крови в мозгу» (1951)
4. Сергиевский, Михаил Васильевич, профессор Куйбышевского ГМИ, — за научный труд «Дыхательный центр млекопитающих животных» (1950)
5. Шишкин, Борис Константинович, ч.-к. АН СССР, зав. отделом БИАН имени В. Л. Комарова, Пояркова, Антонина Ивановна, Юзепчук, Сергей Васильевич, ст. н. с., — за ботанические исследования, опубликованные в издании «Флора СССР», тт. 14—17 (1949—1951)

Третья степень — 50 000 рублей
1. Клоков, Михаил Васильевич, Котов, Михаил Иванович, Висюлина, Елена Дмитриевна, Барбарич, Андрей Иванович, ст. н. с. Института ботаники АН УССР, — за научный труд на украинском языке «Определитель растений УССР» (1950)
2. Куренцов, Алексей Иванович, зав. отделом Дальневосточного филиала имени академика В. Л. Комарова АН СССР, — за исследования вредных насекомых хвойных пород, орехоплодных растений и лесоматериалов Приморского края, опубликованные в «Трудах Дальневосточного филиала Академии наук СССР» (1950, 1951)
3. Сисакян, Норайр Мартиросович, зав. лабораторией ИБХАН, — за научный труд «Ферментативная активность протоплазменных структур» (1951)
4. Студитский, Александр Николаевич, профессор, зав. лабораторией, Стриганова, Александра Романовна, ст. н. с. ИМЖАН, — за научный труд «Восстановительные процессы в скелетной мускулатуре» (1951)

ж. СЕЛЬСКОХОЗЯЙСТВЕННЫЕ НАУКИ
Первая степень — 200 000 рублей
1. Костяков, Алексей Николаевич, профессор МИИВХ имени В. Р. Вильямса, — за научный труд «Основы мелиораций» (1951)

Вторая степень — 100 000 рублей
1. Нестеров, Валентин Григорьевич, профессор МЛТИ, — за научный труд «Общее лесоводство» (1949)

Третья степень — 50 000 рублей
1. Евсеев, Вениамин Иринархович, директор Чкаловского НИИММС, — за научный труд «Пастбища Юго-Востока» (1949)
2. Рубин, Симон Самойлович, профессор Уманского СХИ имени М.Горького, — за научный труд «Удобрение плодовых и ягодных культур» (1949)
3. Спиваковский, Наум Давидович, ст. н. с. НИИП имени И. В. Мичурина, — за научный труд «Удобрение плодовых и ягодных культур» (1951)

з. МЕДИЦИНСКИЕ НАУКИ
Первая степень — 200 000 рублей
1. Корнев, Пётр Георгиевич, д. ч. АМН СССР, — за научный труд «Костно-суставной туберкулёз» (1951)
2. Красногорский, Николай Иванович, д. ч. АМН СССР, — за исследования ВНД у детей, завершённые статьями: «Фазовые изменения деятельности больших полушарий головного мозга у детей» и «Некоторые итоги применения и развития учения И. П. Павлова о высшей нервной деятельности в педиатрической клинике» (1951)

Вторая степень — 100 000 рублей
1. Ленская, Галина Николаевна, к. м. н., Туманский, Виктор Михайлович, д. м. н., Коробкова, Евгения Ильинична, д. м. н., Ящук, Александра Петровна, к. м. н., Фаддеева, Татьяна Дмитриевна, к. м. н., Ивановский, Николай Николаевич, д. б. н., Антонов, Алексей Михайлович, д. м. н., н. с. НИИ, Безсонова, Анна Артемьевна, профессор, — за научные исследования, законченные в 1951 году
2. Лепорский, Николай Иванович, д. ч. АМН СССР, — за монографию «Болезни поджелудочной железы» (1951)
3. Неговский, Владимир Александрович, руководитель работы, профессор, зав., Смиренская, Евстолия Михайловна, к. м. н., Гаевская-Соколова, Мария Сергеевна, к. б. н., н. с. лаборатории АМН СССР; Андреев, Фёдор Андреевич, профессор ИОЭП АМН СССР, — за научные исследования и разработку методов восстановления жизненных функций организма, находящегося в состоянии агонии или клинической смерти

Третья степень — 50 000 рублей
1. Атабеков, Давид Нерсесович, профессор, зав. отделением МОНИКИ, — за монографию «Очерки по урогинекологии» (1950)
2. Николаев, Анатолий Петрович, ч.-к. АМН СССР, директор ИАГАМН, — за монографию «Профилактика и терапия внутриутробной асфиксии плода» (1951)

и. ВОЕННЫЕ НАУКИ
Вторая степень — 100 000 рублей
1. Томашевич, Анатолий Владиславович, профессор, — за научный труд

Третья степень — 50 000 рублей
1. Жилин Павел Андреевич, к. и. н., — за научный труд «Контрнаступление Кутузова в 1812 году» (1950)
2. Третьяков, Григорий Михайлович, руководитель работы, Быжко, Николай Пименович, Катанугин, Михаил Ефимович, Татаринов, Юрий Борисович, инженеры, — за разработку методики технических расчётов

к. ИСТОРИКО-ФИЛОЛОГИЧЕСКИЕ НАУКИ
Первая степень — 200 000 рублей
1. Авдиев, Всеволод Игоревич, профессор МГУ имени М. В. Ломоносова, зам. директора ИВАН, — за научный труд «История древнего Востока» (1948)

Вторая степень — 100 000 рублей
1. Воронин, Николай Николаевич, ст. н. с., Рыбаков, Борис Александрович, зав. сектором, Каргер, Михаил Константинович, ст. н. с. ИИМКАН имени Н. Я. Марра; Третьяков, Пётр Николаевич, директор ИСАН, Лихачёв, Дмитрий Сергеевич, ст. н. с. ИРЛАН (Пушкинский Дом), — за научный труд «История культуры древней Руси» в 2 томах (1951)
2. Греков, Борис Дмитриевич, академик, Якубовский, Александр Юрьевич, ч.-к. АН СССР, зав. сектором ИИМКАН имени Н. Я. Марра, — за научный труд «Золотая Орда и её падение», 2-е переработанное издание (1950)

Третья степень — 50 000 рублей
1. Крастынь, Ян Петрович, д. ч. АН Латвийской ССР, — за научный труд на латышском языке «Революция в 1905 году в Латвии» (1950)
2. Никифоров, Леонид Алексеевич, к. и. н., — за научный труд «Русско-английские отношения при Петре I» (1950)

л. ФИЛОСОФСКИЕ НАУКИ
Третья степень — 50 000 рублей
1. Кружков, Владимир Семёнович, д. ф. н., — за научный труд «Мировоззрение Н. А. Добролюбова» (1950)
2. Платонов, Георгий Васильевич, зав. сектором ИФАН, — за научный труд «Мировоззрение К. А. Тимирязева» (1951)

м. ИСТОРИЯ НАУКИ и ТЕХНИКИ
Третья степень — 50 000 рублей
1. Кары-Ниязов, Ташмухамед Ниязович, д. ч. АН УзССР, — за научный труд «Астрономическая школа Улугбека» (1950)

н. УЧЕБНИКИ и НАУЧНО-ПОПУЛЯРНЫЕ ТРУДЫ
Первая степень — 100 000 рублей
1. Блохинцев, Дмитрий Иванович, ч.-к. АН УССР, профессор МГУ имени М. В. Ломоносова, — за учебник «Основы квантовой механики» (1949)
2. Ворожцов, Николай Николаевич (старший) (посмертно), Ворожцов, Николай Николаевич (младший), профессор МХТИ имени Д. И. Менделеева, — за учебное пособие «Основы синтеза промежуточных продуктов и красителей» (1950)

Вторая степень — 50 000 рублей
1. Аксёнов, Николай Павлович, Аксёнов, Павел Николаевич, профессор МАМИ, — за двухтомный учебник «Оборудование литейных цехов», 4-е издание (1949, 1950)
2. Блажко, Сергей Николаевич, ч.-к. АН СССР, профессор МГУ имени М. В. Ломоносова, — за учебники «Курс сферической астрономии» (1948) и «Курс практической астрономии» (1951)
3. Елютин, Вячеслав Петрович, профессор, Павлов Юрий Александрович, доцент, Левин, Борис Ейлевич, ст. н. с. МИС имени И. В. Сталина, — за учебник «Производство ферросплавов» (1951)
4. Морозов, Александр Антонович — за книгу «Михаил Васильевич Ломоносов» (1950)
5. Петровский, Иван Георгиевич, академик, ректор МГУ имени М. В. Ломоносова, — за учебники: «Лекции по теории обыкновенных дифференциальных уравнений», «Лекции по теории интегральных уравнений», «Лекции об уравнениях с частными производными» (1949—1951)
6. Студенцов, Андрей Петрович, профессор Казанского ВЗИ имени Н. Э. Баумана, — за учебник «Ветеринарное акушерство и гинекология» (1949)
7. Унковский, Всеволод Андреевич, — за учебник (1949)

Третья степень — 25 000 рублей
1. Баранский, Николай Николаевич, ч.-к. АН СССР, — за учебник для средней школы «Экономическая география СССР», 12-е переработанное издание (1950)
2. Богородицкий, Николай Петрович, профессор, Пасынков, Владимир Васильевич, доцент ЛЭТИ имени В. И. Ульянова (Ленина); Тареев, Борис Михайлович, профессор ВЗЭИ, — за «Электротехнические материалы» (1951)
3. Ваншейдт, Всеволод Александрович, профессор ЛКСИ, — за учебник «Теория судовых двигателей внутреннего сгорания» (1950)
4. Давыдов Сергей Сергеевич, профессор ВИА имени В. В. Куйбышева, — за учебник «Расчёт и проектирование подземных конструкций» (1950)
5. Дымов, Александр Максимович, профессор МИС имени И. В. Сталина, — за учебник «Технический анализ руд и металлов», 5-е переработанное издание (1949)
6. Евтянов, Сергей Иванович, профессор МЭИ имени В. М. Молотова, — за учебник «Радиопередающие устройства» (1950)
7. Еланский, Николай Николаевич, профессор, гл. хирург СА, — за пособие для военных врачей «Военно-полевая хирургия», 5-е переработанное издание (1950)
8. Карапетьянц, Михаил Христофорович, доцент МХТИ имени Д. И. Менделеева, — за научные пособия: «Химическая термодинамика» (1949), «Примеры и задачи по химической термодинамике» (1950)
9. Климов, Алексей Филиппович (посмертно), Акаевский, Анатолий Иванович, профессор, зав. кафедрой анатомии МХТИМП, — за учебник «Анатомия домашних животных», тт. I и II, 3-е переработанное издание (1950—1951)
10. Любимов, Николай Николаевич, профессор МФИ, — за научно-популярный труд «Международный капиталистический кредит — орудие империалистической агрессии» (1951)
11. Остославский, Иван Васильевич, профессор, Калачёв, Григорий Семёнович, ст. н. с., — за учебное пособие «Продольная устойчивость и управляемость самолёта» (1951)
12. Сауков, Александр Александрович, ст. н. с., зав. отделом ИГНАН, — за учебное пособие «Геохимия», 2-е переработанное издание (1951)
13. Соловьёв Иван Иванович, профессор МЭИ имени В. М. Молотова, — за учебное пособие «Автоматизация энергетических систем» (1950)
14. Уразбаев, Магомет Ташевич, профессор, директор Института сооружений АН УзССР, — за двухтомный учебник на узбекском языке «Теоретическая механика» (1949, 1950)
15. Федорович, Борис Александрович, ст. н. с. ИГАН, — за научно-популярный труд «Лик пустыни», 2-е переработанное издание (1950)
16. Шапошников, Николай Александрович, — за учебник «Механические испытания металлов» (1951)
17. Шешко, Евгений Фомич, профессор МГИ имени И. В. Сталина, — за учебник «Разработка месторождений полезных ископаемых открытым способом» (1949)